# ホームドア

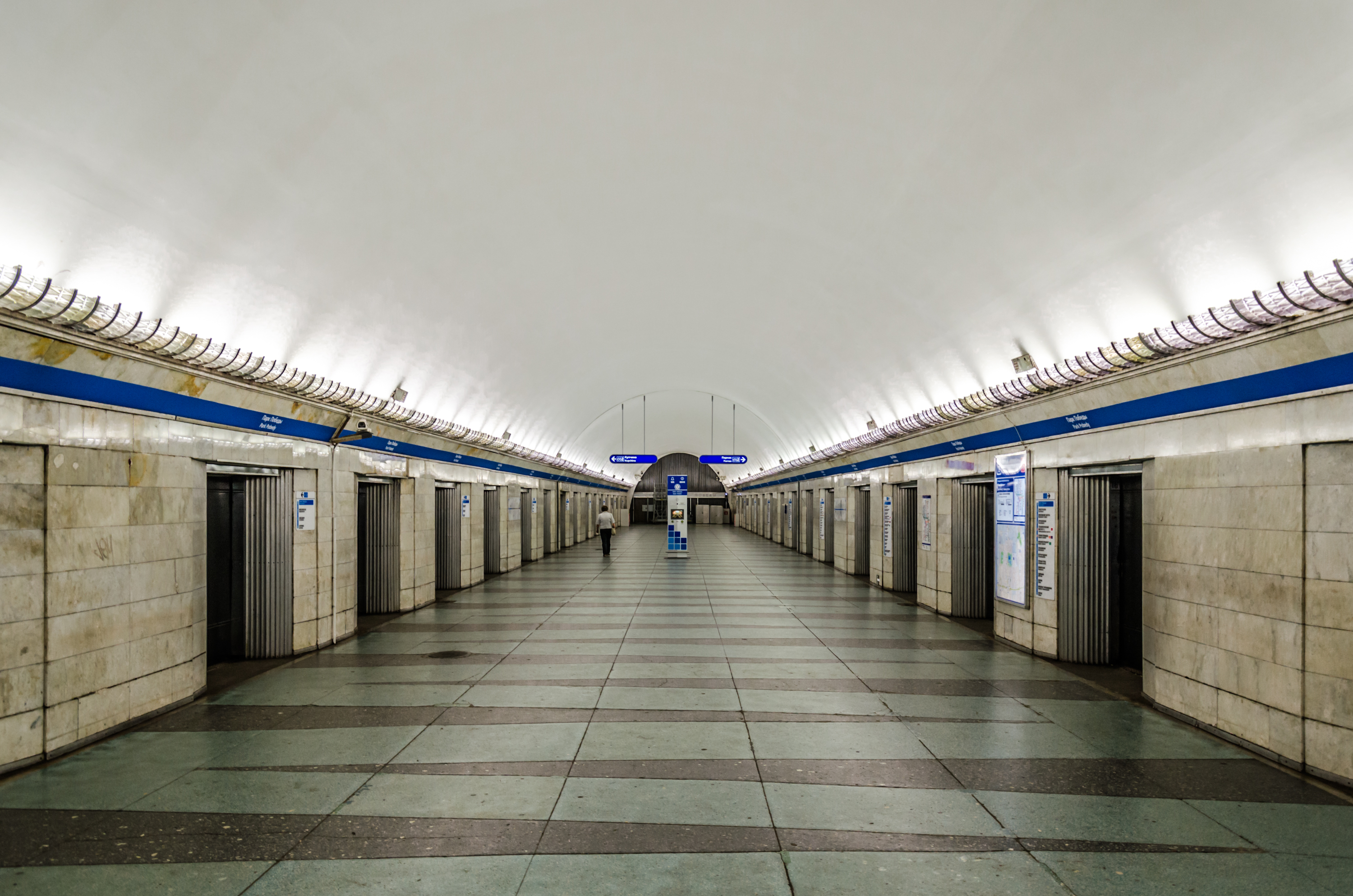
1961年に完成したサンクトペテルブルク地下鉄2号線の勝利公園駅にある世界初のホームドア

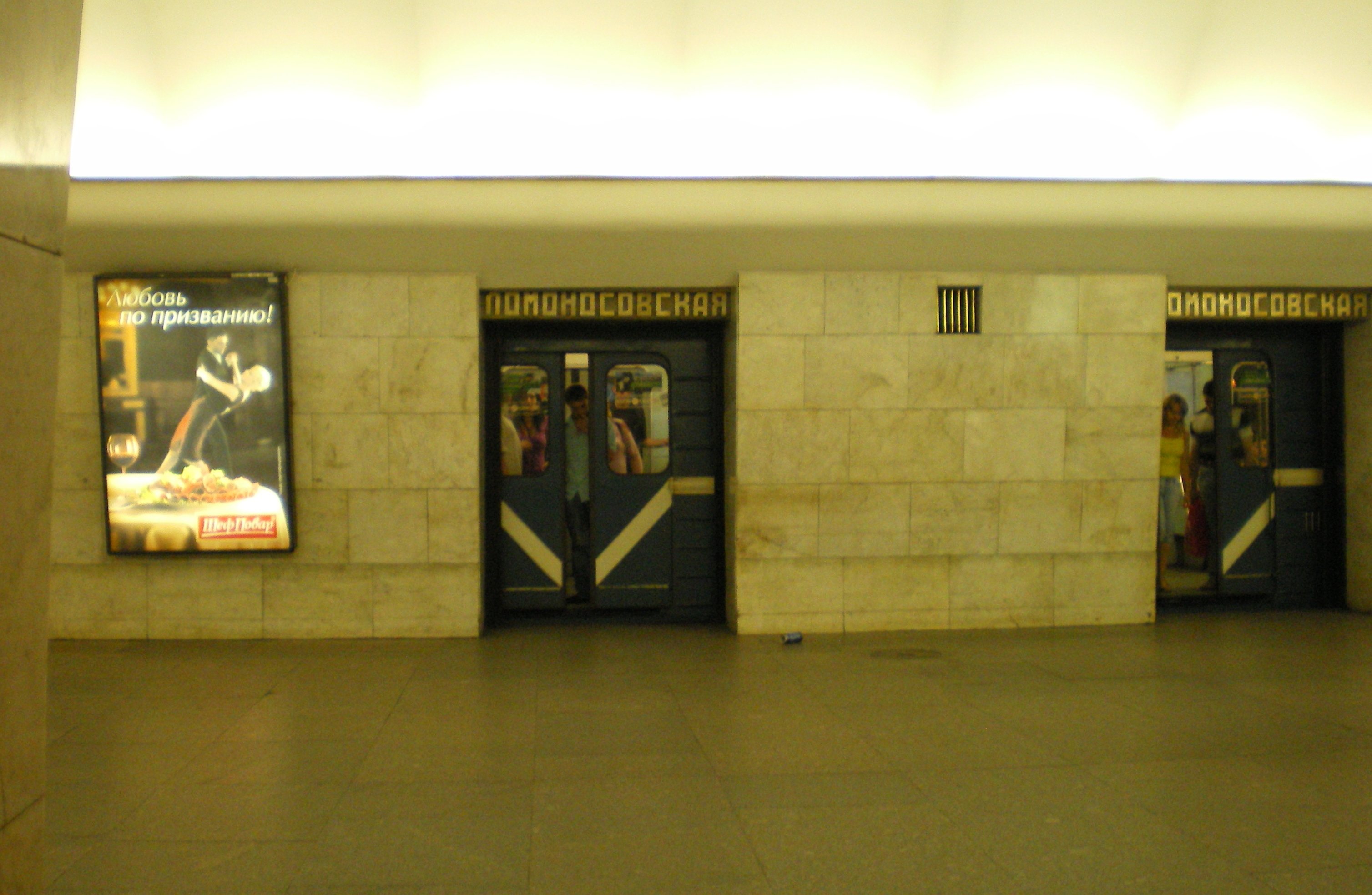
乗降状態を正面から見たところ

ホームドアまたはスクリーンドア（英: platform doors, automatic platform gate）は、鉄道駅において、プラットホームからの転落や列車との接触事故防止などを目的として、線路に面する部分に設置される可動式の開口部を持った仕切りのこと。

## 概要
ホームドアは人・荷物と列車の接触による人身事故を防ぐことができると共にプラットホームから人が線路上に転落したところを列車が轢いてしまう事故も防ぐことができる。
ホームドアには扉が天井に達しているフルハイトのもの（後述のフルスクリーンタイプ）と、天井まで届かないハーフハイトのもの（後述の可動式ホーム柵）がある。
地下鉄などの既存路線でワンマン運転を導入する際などにも設置されるようになっている。東日本旅客鉄道（JR東日本）山手線では2010年6月からホームドアの設置を開始した。
2010年までに全駅にホームドアを設置したソウルメトロとソウル特別市都市鉄道公社では、設置前は毎年20-30件の自殺事故が発生していたが、全駅設置後は2015年2月までの間に1件までに減少した。

## 設置

### 設置上の課題と影響
ホームドア設置に伴い、車両やダイヤ、運用などに影響が出るケースがある。具体的には以下のとおり。
- 車両長の違い[1]。
- 車両の扉数の違い[1]。
- 車両の扉位置の違い[1]。
- 車両の停車位置の違い[1]。

車両が規格に合わなくなることから、耐用年数を残していながら他線区へ転属、設置された路線での運用を終了、廃車に追い込まれる、停車駅を変更することがある。また、新造車や更新車ではホームドア越しに車体色を識別できるよう、外観デザインを変更することもある。
後述する可変式ホーム柵を除いては、全ての乗り入れ車両の全てのドア配置（数・大きさなど）を統一し、さらに自動列車運転装置（ATO）や定位置停止装置（TASC）などの定位置停止装置により停車位置制御を行い、停車位置の誤差を小さくする必要がある。一般的にホームドアの幅は、車両側の停止精度のズレを考慮して、車両のドアより1メートルほど広くしている。
また、ホームドア自体は信頼性・耐久性の高いものだが、それでもホームドア自体あるいは対応車両の不具合で故障が発生し、輸送障害の原因となることもある。このため鉄道事業者ではホームドア異常時に対応した訓練も必要となる。
近年では、国土交通省が2020年10月から「新技術等を活用した駅ホームにおける視覚障害者の安全対策検討会」を設置し、情報機器を活用した誘導・警報の仕組みや、線路転落もしくはその恐れのある人をカメラで自動検知するシステムなど、「ホームドアに依らない転落防止対策」を進めようとしている。

### 設置費用
発言当時の日本民営鉄道協会会長であった山木利満（小田急電鉄会長）によると、民鉄の場合で設置費用は1駅当たり4億-5億円程度。JR東日本では盛り土構造のホーム下地盤に杭打ちなどをして補強する必要があるため、京浜東北線1駅で13億円かかるという。
この費用について利用者の広く浅い負担も得て設置を進めるため、2021年12月には鉄道駅バリアフリー料金制度が新設されている。
ホームドアとATOの組み合わせにより、乗務員の業務増や安全監視の低下を抑止でき、鉄道会社の経営という観点からは、長期的な人件費の削減が期待できる。

### 車両とドア間の安全対策

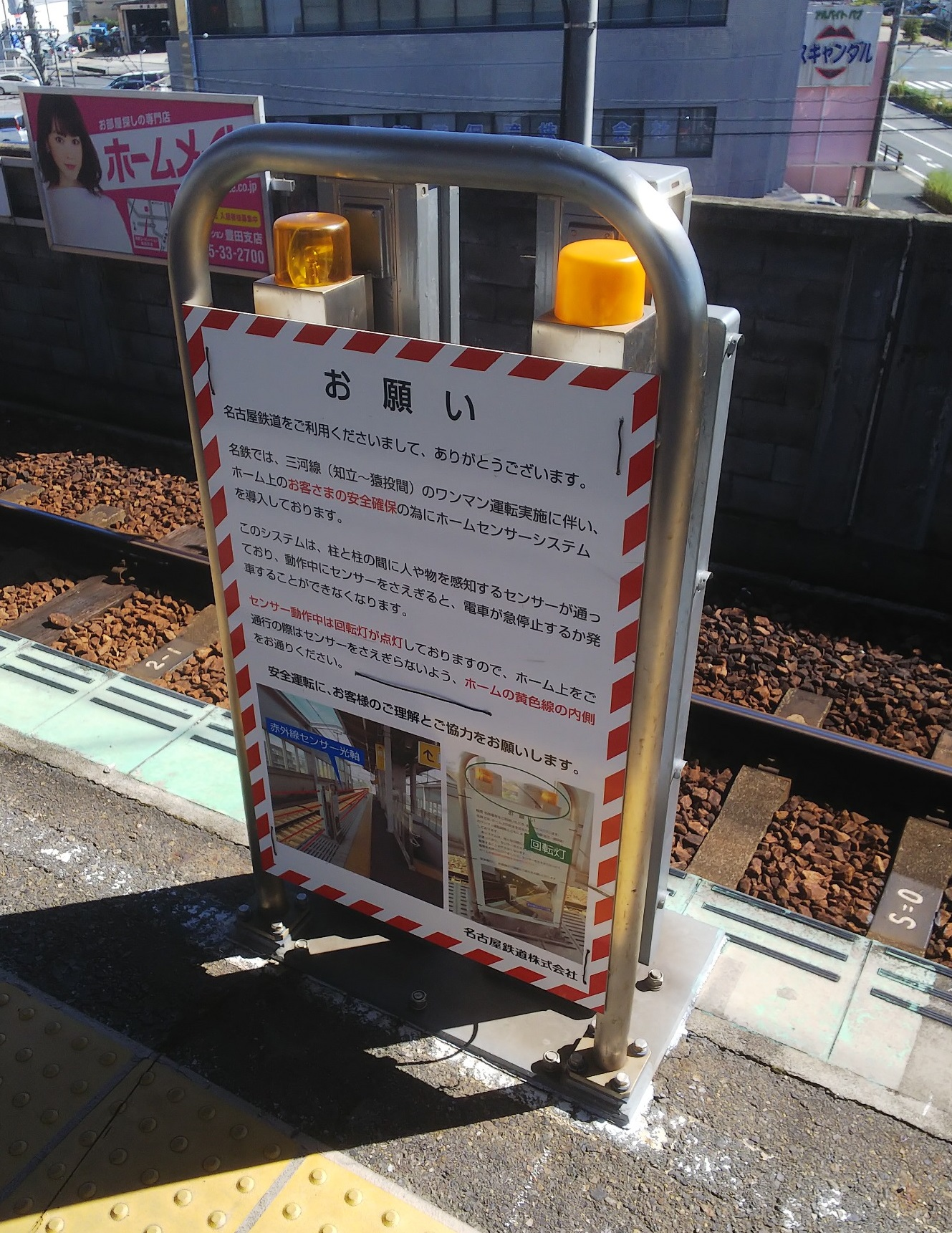
ホームに設置されたセンサー　名鉄三河線（現存せず）

車両とホームドアの間の隙間が広いと人が取り残される危険がある。車両限界の定義の違いにより日本ではこの隙間がほかの国に比べ広いと指摘されている。
ホームドアで人や物が挟まれた場合に備え、ホームドアの戸先にテープスイッチを取り付けて、それにより人や物の衝突を検知する「戸先センサー」、ホームドアに人や物が衝突した際に、ホームドアを可動させるモーターに負荷がかかる為、それを検知する「戸当たり吸込み検知」、ホームドアの車両側にセンサーの発光部と受光部を取り付けて、ホームドアが閉まった際に戸先センサー等では検知できない物を検知する「戸挟みセンサー」、ホームドアの車両側にビーム式のセンサーを取り付けて、車両とホームドアの間に取り残された人を検知する「支障物センサー」などで、乗降の安全を確保している。
なお、車両とホームドアの間の隙間を狭くした場合、非常時に車両から避難するとき停止位置が少しでもずれていると避難できなくなり安全上の問題がある。そのため北京地下鉄7号線などでは戸袋部分を開くことが可能な構造への変更が進められている。また、デリー・メトロのホームドアも、戸袋に挟まれた部分を開いて避難可能な設計になっている。

#### プラグドア
香港MTR機場快線では、戸袋がなく車両側が外へ飛び出て開くプラグドアになっている。

#### 可動ステップ
曲線上にホームがある駅を中心に、ホームドアと連動してホーム側から可動ステップをせり出し、車両とホームとの隙間（乗降客の脚や荷物、ベビーカーの車輪などや小柄な人の全身が落ち込む危険がある）を減らす試みも行われている（この時、運転席のATCの車内信号は「01」（速度ゼロ）を表示して発車できない状態にする）。可動ステップをせり出す構造自体は1940年代からニューヨーク市地下鉄で実施されている（参考 : Gap filler）。

## 運用

### 自動での運用
ドアは列車の到着に合わせ、係員の操作や車両のドアに連動して自動で開閉する。手順としては、東京メトロ南北線9000系の場合、列車が停止位置に停止した時にATOの定位置停止地上子（P3地上子とも呼ばれている）から信号を発信して、車両側はそれを車上子を経由して受信したのち、停止位置に停車したことを確認できたら運転席のホームドア表示灯が点灯する。ドアが開く際には、車両側から開指令の信号が車上子から地上子を介してホームドア側に送信され、ホームドアから先に開き、その後、ホームドア側から返信の信号が地上子と車上子を介して車両側に送信され、車両側のドアが開き始める。ドアが閉まる際には、車両側から閉指令の信号が車上子と地上子を介してホームドア側に送信され、車両側のドアが先に閉まり始めてからその後にホームドアが閉まり始める。ホームドアが全閉になった時にホームドア側から返信の信号が地上子と車上子を介して車両側に送信され、ホームドア表示灯を消灯させる仕組みになっており、これにより乗客が車両とホームドアの間に閉じ込められないようにしている。
近年では迅速なホームドア整備を目的として、車両への大規模な改造が必要となる車上子・地上子間の通信やATO・TASCを必要とせず、駅側に設けたセンサー等を使用して列車が所定の範囲内に停車した事を検知するとドアを開き、車両のドアが閉まり始めたことを検知するとホームドアを閉じる制御を行なうタイプのものが実用化されている。また、車端部の位置から車両長を検知することで開くドアの数を切り替えるタイプのものが京成電鉄の一部の駅で使用されている。

### 手動での運用
西日本旅客鉄道（JR西日本）など、全体の駅数に比べてホームドア設置数が極端に少ない事業者（路線）では、TASCやATOを車両に設置するよりも運転士の技量で停車位置を合わせる方が遥かにコストがかからないため、これらの補助装置を設置せず使用する場合も多い。その場合、運転士の技量や車両状況、天候などの環境条件によって停止位置がずれることがあるため、可動部の幅がTASCやATOを採用している路線よりもやや広めに設けていることが多い。乗務員はホームドアと車両ドア両方をそれぞれ別々に操作して開閉することになるが、前述のように必要なセンサー類を設置することで乗務員の負担を軽減する試みも実施されている。

### QRコードの利用
都営地下鉄ではデンソーウェーブと共同で新開発された専用QRコード「tQR」を車両側の客室扉の窓ガラスに貼り、ホーム天井に取付けたカメラがその動きを読み取ることでホームドアの開閉を自動で行うシステムを開発した。これはスマートフォンの技術を応用したもので、QRコードに車種情報を登録してホーム天井に取付けたカメラがそれを読み取ることにより、列車や車種よって編成両数や客室扉の数が異なる場合でも、特別な操作をすることもなくホームドア側で自動的に対処できる。このシステムは車両側にホームドアを開閉するための改造が不要で、ホームへのホームドア設置がしやすい利点があり、費用の大幅な削減にも大きく貢献し、2024年2月20日に都営地下鉄浅草線での設置率が100%となった。開発費用も本来は2億円かかる所、300万円で済んでいる他、1編成あたりのQRコードの貼り付け費用も1万円程度。。
2017年に都営浅草線大門駅で実証実験を行い、安全を期するため車両間の連結部を測定することで定位置停止を測定する定位置停止検知センサーをホーム天井に設置して列車の定位置の検知を行い、列車が定位置に停車した場合にはホーム天井に設置しているホームドア動作表示器に定位置の表示をすることで乗務員はそれを確認して車両側の客室扉を開閉する。また、開発当初は緊急時における逆走時の実証実験した所、ホームドアが開いてしまうという欠点があった。
2019年から京急本線と都営浅草線で、2020年からはJR東海においても金山駅での試験ののち本使用されている。
2020年3月から神戸市営地下鉄西神・山手線三宮駅でも使用されていたが、2022年3月13日の始発から2Dセンサ式の地上完結型システムに変更された。

### 運用上の課題
ホームドア運用に伴い、停車時間が数秒程度伸びてしまうため、所要時間が増加する上、過密ダイヤの場合は発着間隔が短くなるため、遅延リスクが増大する。
一例を挙げると、東京メトロ銀座線では38編成在籍していた01系電車を1000系電車により置き換える際、各駅へのホームドア設置により停車時間が延びることから、2編成を追加して40編成が導入された。

## 歴史

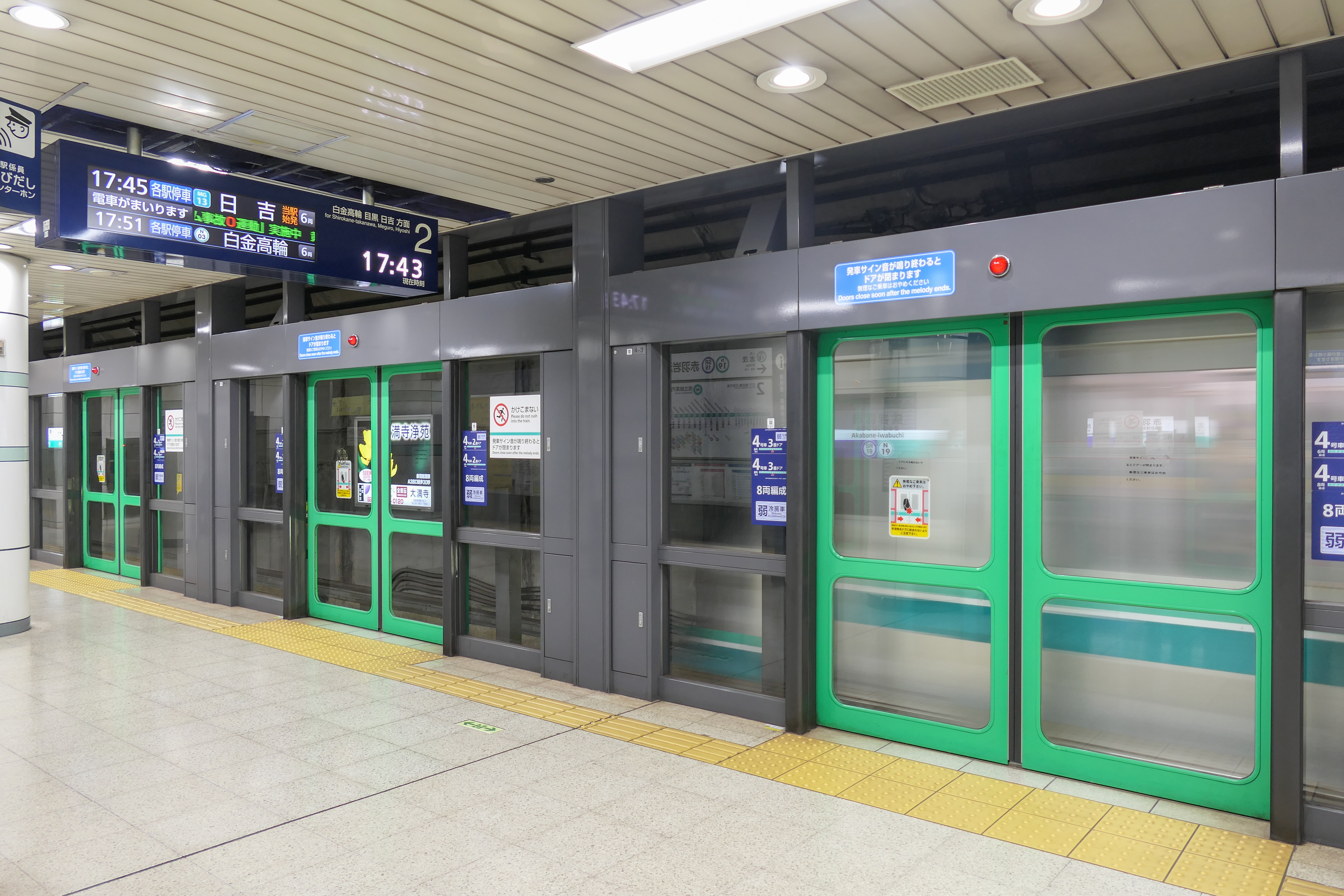
日本の普通鉄道で初めて採用された営団（現・東京メトロ）南北線のホームドア（赤羽岩淵駅）

世界初のホームドアは1961年に完成したソビエト連邦のレニングラード地下鉄（現・ロシア連邦のサンクトペテルブルク地下鉄）2号線のパルク・パビエデ駅（＝勝利公園駅）とされる。
日本では、戦前から島秀雄などが設置を主張していた。
会場内輸送ではあるが、1970年の日本万国博覧会においてモノレールの全駅で設置されたのが、日本初のホームドアである。常設の駅では日本国有鉄道が1974年、東海道新幹線熱海駅に設置した「可動式ホーム柵」が設置されたのが最初である。同駅は開業当初から通過列車があったものの、土地の問題で待避線が設置できなかったため、列車の通過時は列車風で危険な状態にあった。このため、同駅では停車列車の到着・発車時以外はホームを締め切りにする措置を採っていたものの、運転本数や利用客の増加により難しくなったため、可動式ホーム柵が導入された。国鉄では熱海駅と同様に通過列車が設定されながら待避線がなかった山陽新幹線新神戸駅（1977年設置）、東海道新幹線新横浜駅（1985年設置）にもホームドアを設けた。
新幹線以外では新交通システムの神戸新交通ポートアイランド線が初めての導入路線であり、日本の鉄道で初めてフルスクリーン型ホームドアが採用された。無人運転を採用している新交通システムは、乗客の安全を確保するために全ての路線で開業時からフルスクリーン型ホームドアを導入している。
新幹線以外の普通鉄道で初めて導入されたのは営団地下鉄南北線（現：東京メトロ南北線）であり、フルスクリーン型ホームドアが採用された。
2000年の交通バリアフリー法施行により、新設の鉄道路線に設置が原則義務付けられた。既存の路線については努力義務とされたが、2001年に起きたJR山手線新大久保駅での転落事故や、2011年1月の山手線目白駅で起きた視覚障害者の転落事故によって、多方面からホームドア設置推進を求める声が上がり、国土交通省が一定数以上の利用者（乗降客）の駅に対してホームドア設置を求める方針の検討を開始し、既存路線にもホームドアを設置する動きが見られるようになった。
2011年2月8日の国土交通省の発表によると、14事業者285駅に新たにホームドアが設置される予定で、既設の駅との合計は783駅になるが、これは高齢者、障害者等の移動等の円滑化の促進に関する法律（バリアフリー法）が設置を求める約2800駅の3割弱である。国は1日10万人以上が利用する駅で優先的に整備することが望ましいとしている。2012年9月現在でも設置駅は536駅で、国土交通省が設置を求める235駅の中では34駅に留まっている。これにはホームの強度が足りず補強や建て替えが必要となるケース・中長距離路線を中心に列車のドアの位置が異なるケース・他事業者との直通運転を実施している場合で乗り入れる全ての事業者間にて車両の規格を合わせる必要が生じるケース・極小ホームで設置スペース不足など、クリアすべき課題が多数残っていることが背景にある。特に補強工事を要する場合、1駅あたり数億円〜十数億円という莫大な費用が掛かることもホームドアの設置がなかなか進まない大きな要因となっている。
日本の鉄道では車体長、ドア数、ドア位置、ドア開口有効幅などの統一性が乏しく、異なる車両が同一ホームに停車する駅では導入が難しいことが普及の大きな障壁となっていたため、各社では6ドア車などの変則的なドア配置の車両を廃車にしたり、東京メトロ日比谷線のようにすべて新車に置き換えて車体長ごと変更するなどの対応に迫られた。2013年に、この課題を解決するために戸袋移動型ホーム柵や昇降式ホーム柵が開発され、関東地方の大手私鉄3駅で実証実験が行われた。JR西日本ではJRゆめ咲線桜島駅やJR神戸線六甲道駅での実証実験を経て、2016年にJR京都線高槻駅で昇降式ホーム柵が初めて実用化された。車体長、編成数、ドア数、ドア位置、ドア開口有効幅が異なる車両が同一ホームに停車する駅における昇降式ホーム柵の導入は、これが世界初となった。
これらの技術をもってしても、近鉄奈良線などのように、車両形式によって車体長やドア位置の種類が多く、従来型のホームドアでは対応できない路線も残されているが、この解決策として、2018年より近鉄で下降式ホームドアの開発が行われている。

### 年表
- 1970年（昭和45年）3月14日 - 日本万国博覧会においてモノレールの全駅で設置される（同年9月13日運行終了）。日本の鉄道で初のホームドア。
- 1974年（昭和49年）1月1日 - 国鉄東海道新幹線熱海駅に可動式ホーム柵を設置[29]。常設駅において初のホームドア。
- 1977年（昭和52年）12月15日 - 国鉄山陽新幹線新神戸駅に可動式ホーム柵を設置[30]。
- 1981年（昭和56年）2月5日 - 神戸新交通ポートアイランド線が部分開業。新交通システムとして初のホームドアを全駅に設置[31]。
- 1985年（昭和60年）3月14日 - 国鉄東北新幹線新花巻駅・水沢江刺駅開業。開業当初より可動式ホーム柵を設置。
- 1985年（昭和60年）12月15日 - 国鉄東海道新幹線新横浜駅2番線および3番線に可動式ホーム柵を設置。
- 1987年 - シンガポールのMRTが、世界初のガラス製ホームドアを、乗客の安全と空調目的で導入した。
- 1991年（平成3年）11月29日 - 営団地下鉄南北線（現在の東京メトロ南北線）が部分開業。日本の地下鉄として初のホームドアを全駅に設置[32]。
- 1997年（平成9年）3月22日 - 当時国内在来線最速だった特急「はくたか」の通過に備え、通過防風用自動扉を設置した北越急行の地下駅である美佐島駅が開業。
- 1998年（平成10年）11月27日 - 多摩都市モノレール線が部分開業。日本のモノレールでは初の可動式ホーム柵を全駅に設置。可動式ホーム柵タイプの本格的な設置も多摩都市モノレールが初。
- 2000年（平成12年）
  - 4月19日 - 都営地下鉄三田線の一部の駅でホームゲート（可動式ホーム柵）の使用を開始。日本の既存する地下鉄路線として、また新幹線以外における既存路線の駅では初めての可動式ホーム柵となる。
  - 8月6日 - 東急目黒線の一部の駅で可動式ホーム柵の使用を開始。大手私鉄の駅では初めての可動式ホーム柵となる。
- 2006年（平成18年）12月20日 - 高齢者、障害者等の移動等の円滑化の促進に関する法律（バリアフリー新法）が施行。車両の乗降口が一定している等一定の要件に該当するプラットホームでは、ホームドア又は可動式ホーム柵を設置することが移動円滑化基準に追加。
- 2010年（平成22年）6月26日 - 山手線恵比寿駅で可動式ホーム柵の使用を開始。JRの在来線の駅では初めてのホームドアとなる。ただし7・10号車部分は4ドア車と6ドア車が混在していたため設置されなかった。
- 2011年（平成23年）8月 - 東急田園都市線市が尾駅でセンサー付固定式ホーム柵（列車の発車時に柵より外に出ると、センサーが反応する）の使用を開始し、同線、東横線、大井町線でホームドアを設置するまでの間、早期に実現可能な転落防止策として導入が進んだ[33]。一方、池上線・東急多摩川線は編成が短く、列車の速度もやや遅いため、安全設備として（ホームドアではなく）センサー付固定式ホーム柵を導入し、2016年現在全駅で設置が完了している[33]。
- 2013年（平成25年）
  - 3月7日 - 東京メトロ東西線妙典駅で大開口ホーム柵の実証実験を9月まで実施。
  - 8月31日 - 西武新宿線新所沢駅で戸袋移動型ホーム柵「どこでも柵」の実証実験を翌年2月まで実施。
  - 10月11日 - 東急田園都市線つきみ野駅で昇降ロープ式ホームドアの実証実験を翌年9月まで実施。
  - 10月27日 - 相鉄いずみ野線弥生台駅で昇降バー式ホーム柵の実証実験を翌年10月まで実施。
  - 12月5日 - 桜島線桜島駅1番線で昇降ロープ式ホーム柵の実証実験を翌年3月まで実施。
- 2014年（平成26年）12月13日 - JR神戸線六甲道駅3番線で昇降ロープ式ホーム柵の実証実験を翌年3月まで実施。翌年4月以降も継続設置。昇降ロープの配色を視認性の高いものへ変更した。
- 2015年（平成27年）3月28日 - 八高線拝島駅で昇降バー式ホーム柵を試行導入。2021年（令和3年）10月26日の終電後に撤去。
- 2016年（平成28年）
  - 3月26日 - JR京都線高槻駅に新設された外側線ホームで昇降ロープ式ホーム柵の使用を開始。日本の鉄道では初めて実用化された昇降式ホーム柵であり、最大開口幅は11.81 mとなった。
  - 4月23日 - 東京メトロ東西線九段下駅で大開口ホーム柵の実証実験を翌年3月まで実施。
  - 10月24日 - 京急久里浜線三浦海岸駅でマルチドア対応ホームドア「どこでもドア」の実証実験を翌年9月まで実施。
  - 12月17日 - 横浜線町田駅でスマートホームドアを試行導入。
- 2017年（平成29年）
  - 3月4日 - JR神戸線六甲道駅3番線の昇降ロープ式ホーム柵を更新。ロープの材質をステンレスワイヤーからカーボンストランドロッドに変更した。
  - 9月24日 - 小田急小田原線愛甲石田駅で昇降バー式ホーム柵の実証実験を翌年3月まで実施。バー降下時の視認性を向上した。
  - 11月21日 - 筑肥線九大学研都市駅で軽量型ホームドアの実証実験を2019年（平成31年）1月まで実施。2月1日に九州旅客鉄道が取得。
  - 11月24日 - 都営地下鉄浅草線大門駅でQRコードを使用したホームドアシステムにおける実運用上での検証を同年12月まで実施。
- 2018年（平成30年）
  - 1月20日 - 近鉄南大阪線大阪阿部野橋駅で昇降ロープ式ホームドアを8月まで試験設置。12月15日に使用を開始。
  - 2月17日 - 東京メトロ東西線九段下駅で大開口ホーム柵の使用を開始。
  - 10月26日 - 京急空港線羽田空港国際線ターミナル駅（現在の羽田空港第3ターミナル駅）のホームドアシステムをQRコードを使用したシステムに変更。
  - 12月23日 - 京成本線日暮里駅0番線で大開口ホーム柵の使用を開始。車両長が異なる車両が同一ホームに停車する駅では初めての大開口ホーム柵となる。
- 2019年（平成31年）2月28日 - 西鉄天神大牟田線西鉄福岡（天神）駅で昇降ロープ式ホーム柵の実証実験を翌年2月まで実施。
- 2020年（令和2年）2月29日 - 京浜東北線蕨駅でスマートホームドアの使用を開始。
- 2022年（令和4年）3月22日 - 阪神本線神戸三宮駅2番線で昇降ロープ式ホーム柵の使用を開始。最大開口幅は約13mとなった。
- 2023年（令和5年）
  - 2月18日 - 小田急小田原線本厚木駅1・2番ホームでホームドアの使用を開始。ロマンスカーに対応するため通常開口ホーム柵と大開口ホーム柵の混在となり、大開口ホーム柵の最大開口幅は約4.4mとなった。
  - 3月18日 - JR大阪駅21番線でマルチフルスクリーンホームドアの使用を開始。開口位置が移動するフルスクリーンホームドアは世界初となる。

### 設置数の推移
日本におけるホームドア設置数の推移は下表のとおりである。ただし、同一事業者の複数路線が連絡する駅は、最初に導入された路線の駅のみカウントする。
日本国内のホームドア設置状況については国土交通省が集計しており、また設置に際して政府や地方自治体などが補助金を交付する場合がある。
| 年度               | 設置数    | 設置番線 | 主な設置路線（全駅に設置）                                                                             | 主な設置路線（一部駅に設置） |
| ------------------ | --------- | -------- | --- | --- |
| 1973年（昭和48年） | 1         |          | | 東海道新幹線（熱海駅など） |
| 1977年（昭和52年） | 2         |          | | 山陽新幹線（新神戸駅など） |
| 1980年（昭和55年） | 19        |          | 神戸新交通ポートアイランド線、Osaka Metro南港ポートタウン線                                            | |
| 1984年（昭和59年） | 22        |          | | 東北新幹線（水沢江刺駅など） |
| 1989年（平成元年） | 43        |          | 横浜シーサイドライン金沢シーサイドライン                                                               | |
| 1991年（平成03年） | 49        |          | 東京メトロ南北線                                                                                       | |
| 1994年（平成06年） | 70        |          | 広島高速交通広島新交通1号線                                                                            | |
| 1995年（平成07年） | 87        |          | ゆりかもめ東京臨海新交通臨海線                                                                         | |
| 1997年（平成09年） | 107       |          | 北陸新幹線、京都市営地下鉄東西線                                                                       | |
| 1998年（平成10年） | 118       |          | 多摩都市モノレール線、 スカイレールサービス広島短距離交通瀬野線                                        | |
| 1999年（平成11年） | 129       |          | | |
| 2000年（平成12年） | 172       |          | 都営地下鉄三田線、埼玉高速鉄道線、東急目黒線                                                           | |
| 2001年（平成13年） | 180       |          | ディズニーリゾートライン、東京メトロ千代田線（支線）                                                   | |
| 2002年（平成14年） | 196       |          | 名古屋市営地下鉄上飯田線、 東京モノレール羽田線（現・東京モノレール羽田空港線）                        | |
| 2003年（平成15年） | 230       |          | 九州新幹線、福岡市地下鉄空港線、 沖縄都市モノレール線                                                  | |
| 2004年（平成16年） | 273       |          | 名古屋臨海高速鉄道あおなみ線、福岡市地下鉄七隈線、 愛知高速交通東部丘陵線、東京メトロ丸ノ内線          | |
| 2005年（平成17年） | 306       |          | 首都圏新都市鉄道つくばエクスプレス、 福岡市地下鉄箱崎線                                                | |
| 2006年（平成18年） | 318       |          | Osaka Metro今里筋線                                                                                    | 名鉄空港線（中部国際空港駅） |
| 2007年（平成19年） | 394       |          | 横浜市営地下鉄ブルーライン、横浜市営地下鉄グリーンライン、 東京都交通局日暮里・舎人ライナー            | |
| 2008年（平成20年） | 424       |          | 東京メトロ副都心線、札幌市営地下鉄東西線                                                               | |
| 2009年（平成21年） | 441       |          | 仙台市地下鉄南北線                                                                                     | |
| 2010年（平成22年） | 484       |          | 山手線、東京メトロ有楽町線、 名古屋市営地下鉄桜通線、 Osaka Metro長堀鶴見緑地線                        | JR東西線（北新地駅など）、 京急空港線（羽田空港第3ターミナル駅など）                                                                                                  |
| 2011年（平成23年） | 519       |          | 都営地下鉄大江戸線、東急大井町線                                                                       | |
| 2012年（平成24年） | 564       |          | 札幌市営地下鉄南北線                                                                                   | 京王線（調布駅など）、小田急小田原線（新宿駅など） |
| 2013年（平成25年） | 583       |          | 東急東横線                                                                                             | 東武野田線（船橋駅など） |
| 2014年（平成26年） | 615       |          | Osaka Metro千日前線、Osaka Metro御堂筋線                                                               | 京都市営地下鉄烏丸線（烏丸御池駅など） |
| 2015年（平成27年） | 665       |          | 北海道新幹線、東急田園都市線、 相鉄本線、東京メトロ銀座線、 名古屋市営地下鉄東山線、仙台市地下鉄東西線 | 東武東上線（和光市駅など）、西武池袋線（池袋駅など）、 京王井の頭線（吉祥寺駅など）、JR京都線（高槻駅など）                                                           |
| 2016年（平成28年） | 686       |          | 札幌市営地下鉄東豊線、京浜東北線                                                                       | |
| 2017年（平成29年） | 725       |          | 北大阪急行電鉄南北線、 神戸市営地下鉄西神・山手線、 横浜高速鉄道みなとみらい線                         | 筑肥線（九大学研都市駅など）、京成本線（日暮里駅など）、 東京メトロ東西線・半蔵門線（九段下駅など）                                                                   |
| 2018年（平成30年） | 783       |          | 都営地下鉄新宿線、大阪モノレール本線                                                                   | 総武快速線（新小岩駅）、嵯峨野線（梅小路京都西駅）、 阪急宝塚本線・阪急京都本線（十三駅）、 南海高野線（難波駅など）、 東京臨海高速鉄道りんかい線（国際展示場駅など） |
| 2019年（令和元年） | 858       | 1,953    | 相鉄新横浜線、都営地下鉄浅草線、 Osaka Metro堺筋線、大阪モノレール彩都線                               | 西武新宿線（西武新宿駅など）、JR神戸線（三ノ宮駅など）、 大阪環状線（京橋駅など）、Osaka Metro谷町線（東梅田駅）                                                      |
| 2020年（令和02年） | 943       | 2,192    | 相鉄いずみ野線、東京メトロ日比谷線、 名古屋市営地下鉄名城線・名港線                                    | 中央・総武緩行線（千駄ケ谷駅など）、横浜線（町田駅など）、 東武伊勢崎線（北越谷駅など）、阪神本線（神戸三宮駅など）                                                   |
| 2021年（令和03年） | 1,002     | 2,337    | 常磐緩行線、南武線、 Osaka Metro四つ橋線                                                               | 京阪本線（京橋駅など） |
| 2022年（令和04年） | 1,060     | 2,464    | 西九州新幹線                                                                                           | |
| 2023年（令和05年） | 1,129     | 2,647    | 東急新横浜線、Osaka Metro中央線                                                                        | |
| 2024年（令和06年） | [ 注 43 ] |          | | 近鉄大阪線（鶴橋駅）、南海泉北線（和泉中央駅）、 名古屋市営地下鉄鶴舞線（庄内緑地公園駅）                                                                             |

## 種類

### フルスクリーンタイプ

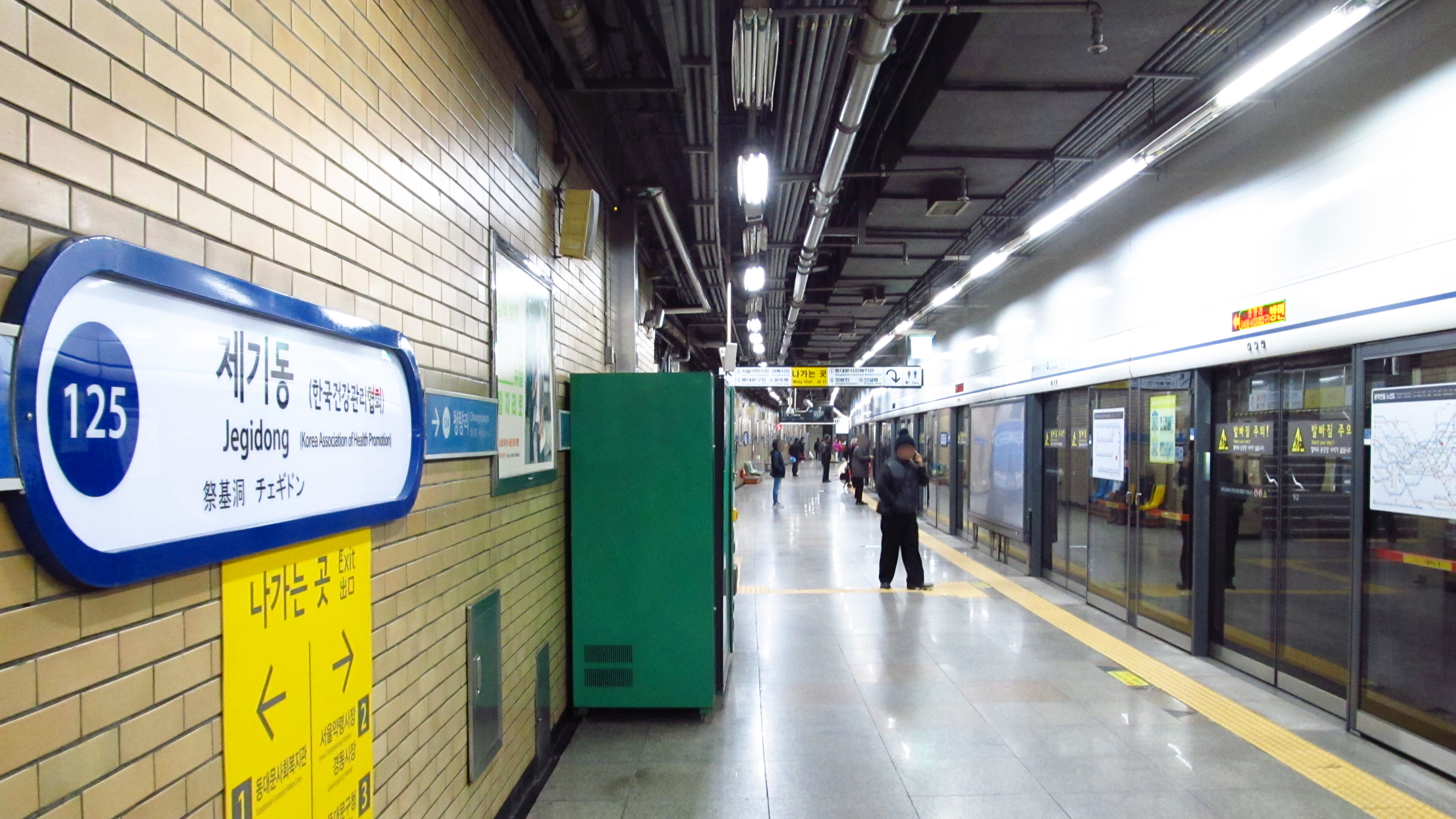
フルスクリーンタイプ（ソウル交通公社1号線・祭基洞駅）

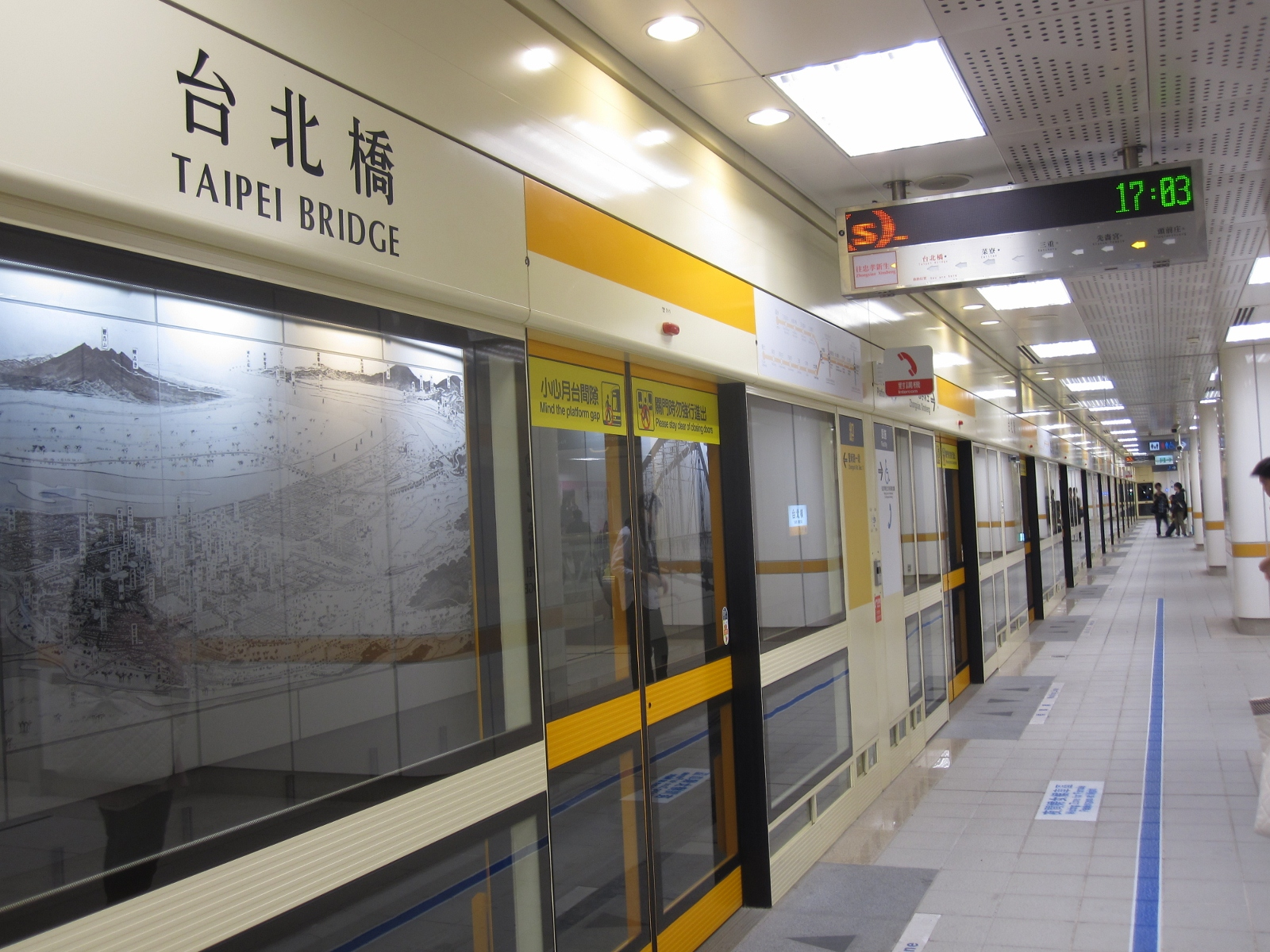
台北捷運中和新蘆線台北橋駅、日本ナブコ製フルスクリーンタイプのホームドア

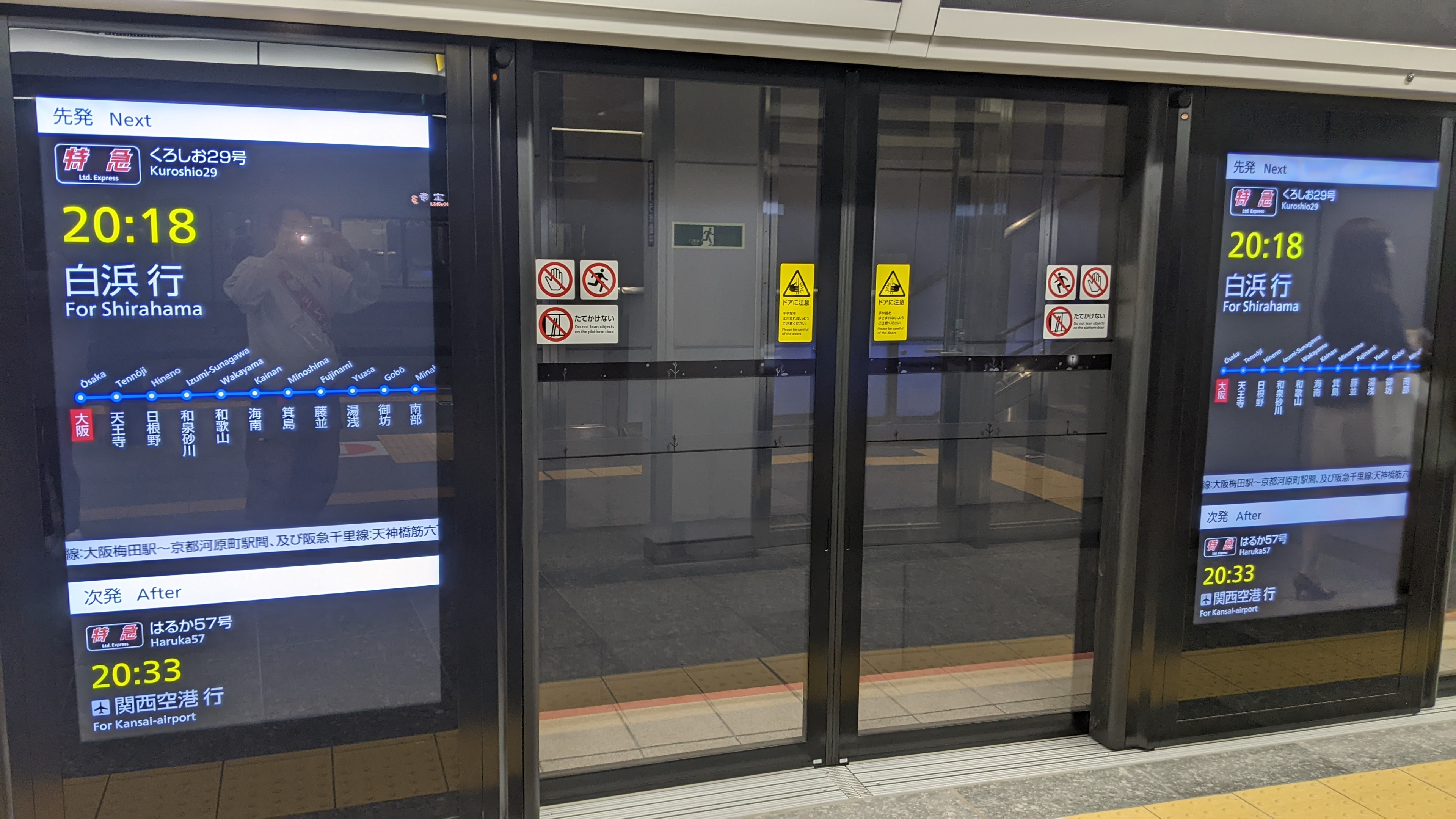
JR西日本大阪駅地下21番線（うめきたエリア）、世界初の開口部が移動可能なフルスクリーンタイプのホームドア

天井までを完全にホームを被うもので、狭義のホームドアはこのタイプを指す。フルハイトタイプとも呼ばれる。
このタイプが最初に導入されたのは前述のとおり、サンクトペテルブルク地下鉄2号線の勝利公園駅であり、ホームドアとしても世界初である。
このタイプには、完全に天井まで覆っている密閉式と、天井との隙間が少し空いている半密閉式がある。日本では、後述の中部国際空港駅と布田駅を除き換気のため半密閉式を採用している。
日本では新交通システムや1990年代に新規開業した東京メトロ南北線と京都市営地下鉄東西線はこのタイプが採用された。1998年に開通した多摩都市モノレール以降、安全性は劣るが安価な可動式ホーム柵に取って代わられていったものの、それ以降も運転士すら乗務させない完全自動運転の鉄軌道路線では、人身事故のリスクを減らす観点からこの方式が主流となっている。
2000年代以降に新規開業した駅では金城ふ頭駅、中部国際空港駅、布田駅など少数となっているが、2023年3月に開業したJR西日本の大阪駅地下ホーム（うめきたエリア）の21番線ホームには、JR西日本がJR西日本テクシア・ナブテスコと共同開発した世界初となる「開口部が移動可能」なフルスクリーンタイプのホームドアが設置された。
韓国の地下鉄や都市鉄道では地上部を走る既存路線であってもこのタイプを導入する場合が多く、そのほとんどが密閉式となっている。その他の国でも、新規路線にはこのタイプを導入することが多い。応用としては、バスターミナルでの排気ガス対策としても採用されている。
その他のアジアの地下鉄でも、タイのバンコク・メトロやインドネシアのジャカルタ都市高速鉄道では、地下駅は全て安全面を考慮して密閉式としているが、高架駅では全てコスト面からホーム柵としている。

### 可動式ホーム柵

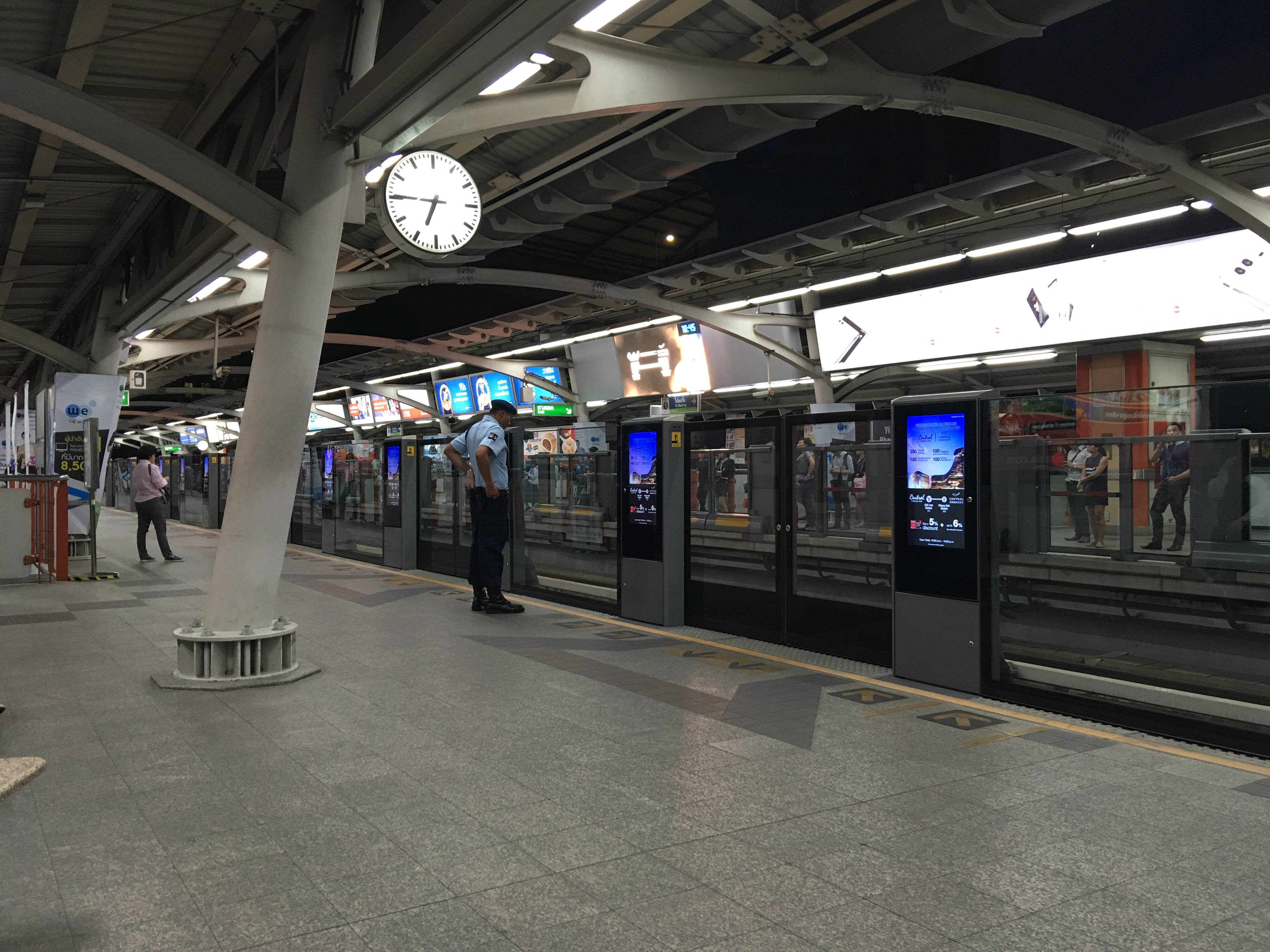
可動式ホーム柵（バンコクスカイトレイン・パヤータイ駅）

高さが腰高以下のホームドア。ハーフハイトタイプ、ホームゲートとも呼ばれる。
このタイプの場合、多くの国では目の高さまであるのが一般的であるが、日本では胸の高さまでのものが一般的である。日本で柵が低くなっているのには様々な理由があり、既存のホームにドアを設置するケースが多いため、ホーム上の群衆がドアを押しても倒壊しないためには高さが低い方が基礎にかかる力が少なく、早期普及を図るためにもシンプルで丈夫な構造が選ばれることが挙げられる。また、日本では車掌が乗務する車両が多く、車掌の目視でのホーム監視義務との関係でもホームドアは高くしにくい要因となっている。
このタイプでもホームからの転落防止・車両との接触防止には一定の効果があるものの、ホームドアをステップにして乗り越えたり、手や頭を乗り出して衝突したり、手荷物が落下する危険性があるため、飛び込み自殺や線路への突き落とし・手荷物との接触に対する抑止効果は低下する。

### 昇降式ホーム柵

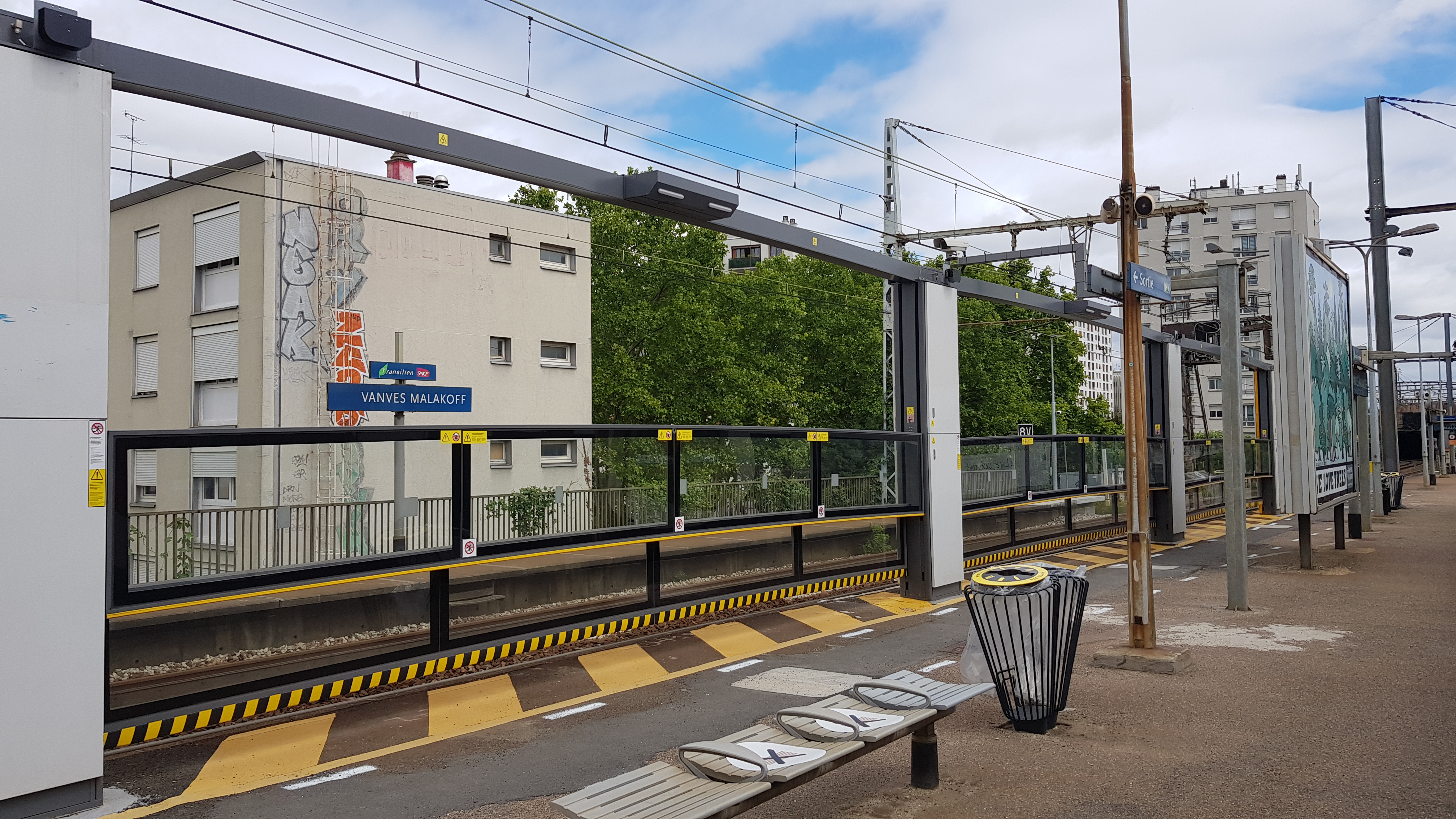
昇降式ホーム柵（フランス国鉄・バンブ＝マラコフ駅

ロープやバー、ガラス板などが昇降するホームドアを使用した場合、ホームドアとしては最も安く導入できる。ドアの位置や車両の長さの異なる車両にも柔軟に対応できる。また、メンテナンスの費用も安いので、乗降の少ない駅に向いている。しかしロープやバーを使用した場合、それをステップにして乗り越えたり、プロレスや格闘技のリングの要領でロープをくぐり抜けてしまうことや、子供が最下段のロープとホームの間をくぐり抜けてしまう可能性があるため、事故の抑止効果はハーフタイプ以上に低下する。
ロープ式のものは、2004年 - 2005年に韓国のSKD HI-TEC社が開発し、2006年10月に光州都市鉄道1号線の鹿洞駅に初めて設置された（2016年にフルスクリーンタイプに置き換え）。2013年には大邱都市鉄道2号線汶陽駅に2例目が設置された。2017年4月に湖南線論山駅でこの方式のホームドアが試験設置され、一般列車の停車駅を中心に順次拡大も予定されていたが、コスト面から後に設置計画は事実上中断された。
日本では2012年11月、JR西日本がこの方式のホームドアの設置を検討していることを発表して以降、各地で採用されている。
台湾では、日本の在来線と同じように、同じ線路をドアの位置や車両の長さの異なる通勤電車と優等列車が走っているため（通勤電車は3ドア、対号列車は2ドア）、どの車両にも柔軟に対応できる昇降式ホーム柵が検討されている。
フランス国鉄では、昇降式ホーム柵を2018年3月末までにバンブ＝マラコフ駅に試験設置した。信頼性と安全性が確認され次第、順次拡大予定である。
なお、ホーム柵の種類としては他に固定式ホーム柵（転落防止柵）があるが、ホームドアとは異なり、電車のドアの部分には基本的に遮るものはなく、ホームドアと比べて低いコストで設置することができる。東急電鉄ではセンサー付固定式ホーム柵も設置されている。

## 多様なホームドアの開発

### 可動式

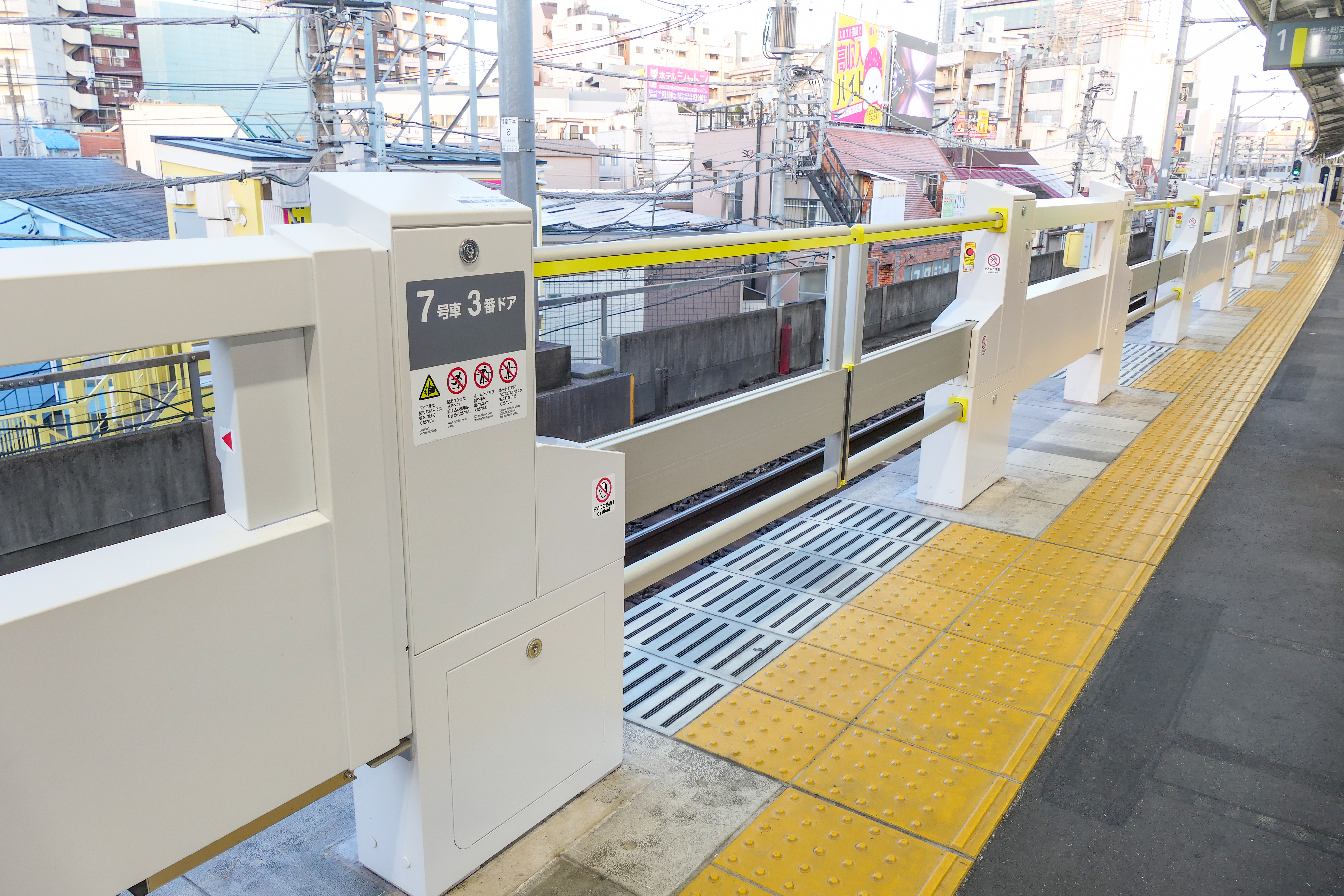
JR中央・総武緩行線大久保駅の「スマートホームドア」

#### バー構造軽量型ホームドア
JR九州が音楽館代表取締役の向谷実の意見を取り入れて開発。九大学研都市駅での実験稼働を経て、2021年3月13日より同駅を含む筑肥線下山門駅 - 筑前前原駅間の各駅で本格導入されている。

#### スマートホームドア
JR東日本メカトロニクスでは、シンプルな下部構造と軽量なフレーム構造により、機器の軽量化と支持案内機構の簡素化を図った「スマートホームドア」を開発し、2016年12月より横浜線町田駅で実証実験を行った。2018年より東京圏におけるホームドアの設置をペースアップするに当たり、設置までの工期を短縮可能な「スマートホームドア」も積極的に導入することとし、2020年2月29日に蕨駅で初めて本格導入、以降もJR東日本の各駅に設置されている。1基あたりの重量は約200kgと従来型の半分。

#### スリットフレームホームドア
従来型のホームドアの後継機として、スマートホームドアと同じくJR東日本メカトロニクスが開発した。形状は従来型とほぼ同様だが、扉や戸袋をスリット構造にすることでホームの補強工事の簡素化が期待できるとしており、また従来型と組み合わせての設置も可能となっている。2021年には登戸駅1番線ホーム上（列車停止位置外）で試作機の動作試験を行い、2024年度下期からは南武線分倍河原駅と登戸駅2番線での導入を予定している。1基あたりの重量は約300kgとスマート式に比べると⒈5倍の重量になっている。

### 移動式

#### どこでもドア
2011年11月16日には、三菱重工業子会社の三菱重工交通機器エンジニアリングは透明タイプで扉数の異なる車両に対応した透過型マルチドア対応プラットホームドアシステムを開発し、同日から受注を開始すると発表した。
このホームドアは、複数のタイプのドアを組み合わせることによって2ドア車・3ドア車・4ドア車のいずれにも対応することができるものである。開発当時のものは視認性を向上させることを目的として、柵部分を含めて透明なものであったが、その後透明でない通常の非透明タイプも開発され、現在は非透明なホームドアの開発がメインとなっている。なお、この非透明のものについては、「どこでもドア」と名付けられ、登録商標も取得している。前者、すなわち最初期の透明タイプ「三菱重工方式」については、試験を行った駅は存在しなかったものの、後者の非透明タイプ「どこでもドア」については、2016年に京浜急行電鉄の三浦海岸駅で試験を行った。

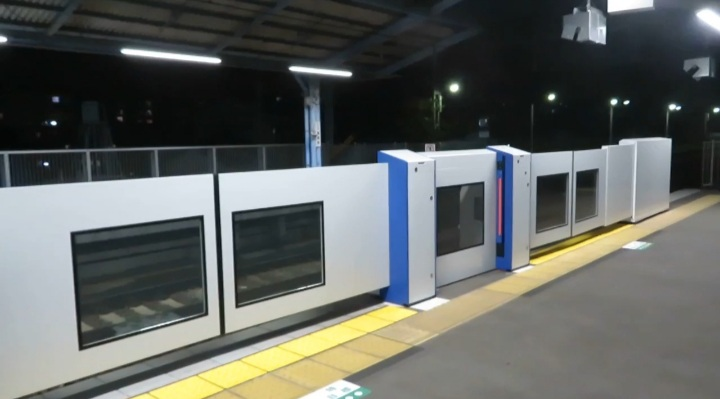
閉扉時
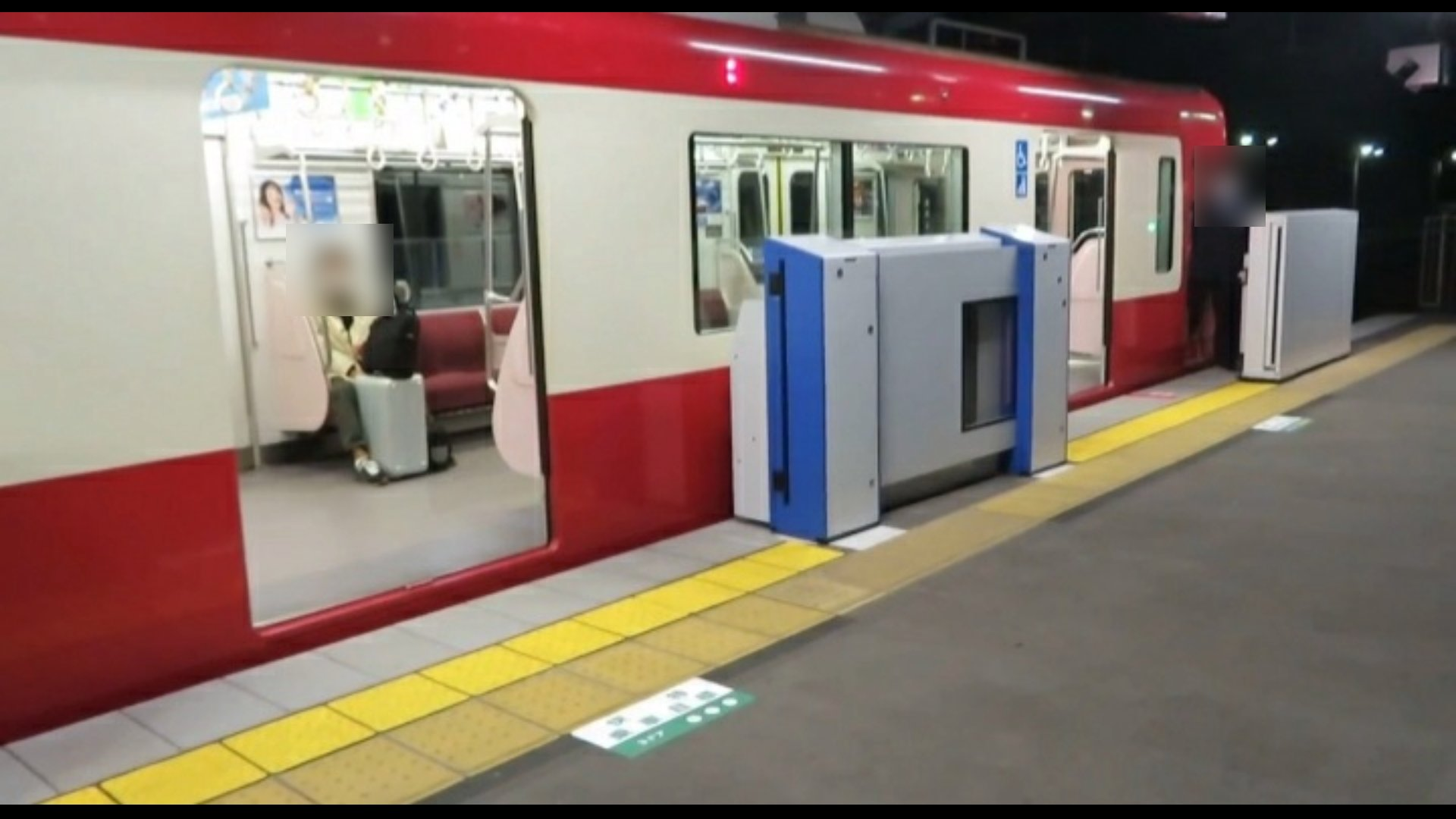
開扉時

#### どこでも柵
ホーム端に設置された2本のレールの上に、個別移動する長さ1.4mの戸袋が設置されており、そこに長さ1.1メートルの扉が戸袋の両側に収納されているというもので、東京大学生産技術研究所と神戸製鋼所とが共同開発した。3ドア車と4ドア車の双方が運行される、西武新宿線の新所沢駅下り1番ホーム後端部に1両分を設置して2013年8月31日から6か月間の実地試験を行っている。
前駅で受信した列車情報装置からの情報により車種（ドア数）を判別、「戸袋」の移動と「扉」の出入りを開始してホームドアの配列を行い、列車到着後は線路脇のレーザーによる位置検知センサーにより停止位置を確認。停止位置がずれていた場合でも、前後1メートルまではホームドア全体が車両に合わせて移動することで対応する。ホームドアの開閉については、車掌が停止位置を確認した後、ホームドア側に設置されたボタンにより行っている。
今までのホームドアとは違い、設置の際に必要だったATOやTASCなどの定位置停止装置が不要となり、ホームドア設置に掛かるコストの低減が可能となる。
JR西日本も同様のホームドアを三菱電機とともに開発（「三菱電機方式」）していたが、計画の変更により試験設置には至らず、この開発も中止し、その後は自社および子会社のJR西日本テクシアとの共同開発でロープ昇降式のホームドア（「JR西日本方式」）も開発し、六甲道駅3番のりばで試験を行っていた。しかし、JR西日本では採用の見送られた3扉車と4扉車との兼用が可能なホームドアは、2026年3月末より近鉄名古屋線の近鉄名古屋駅でようやく採用されることが決定した。
- 新所沢駅に設置された「戸袋移動型ホーム柵 どこでも柵」（「東京大学生産技術研究所・神戸製鋼所方式」）

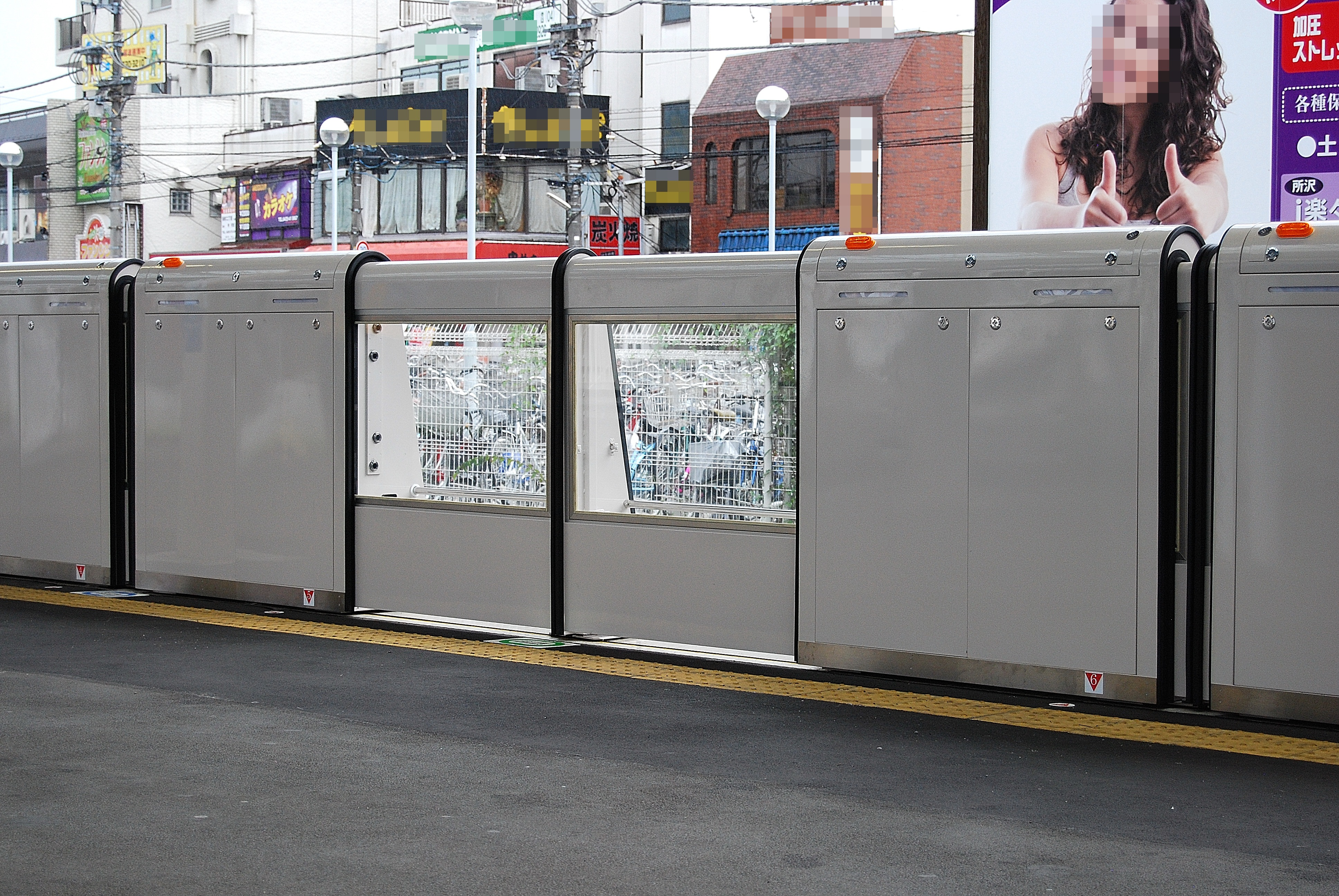
新所沢駅下り1番ホームに設置された「戸袋移動型ホーム柵 どこでも柵」
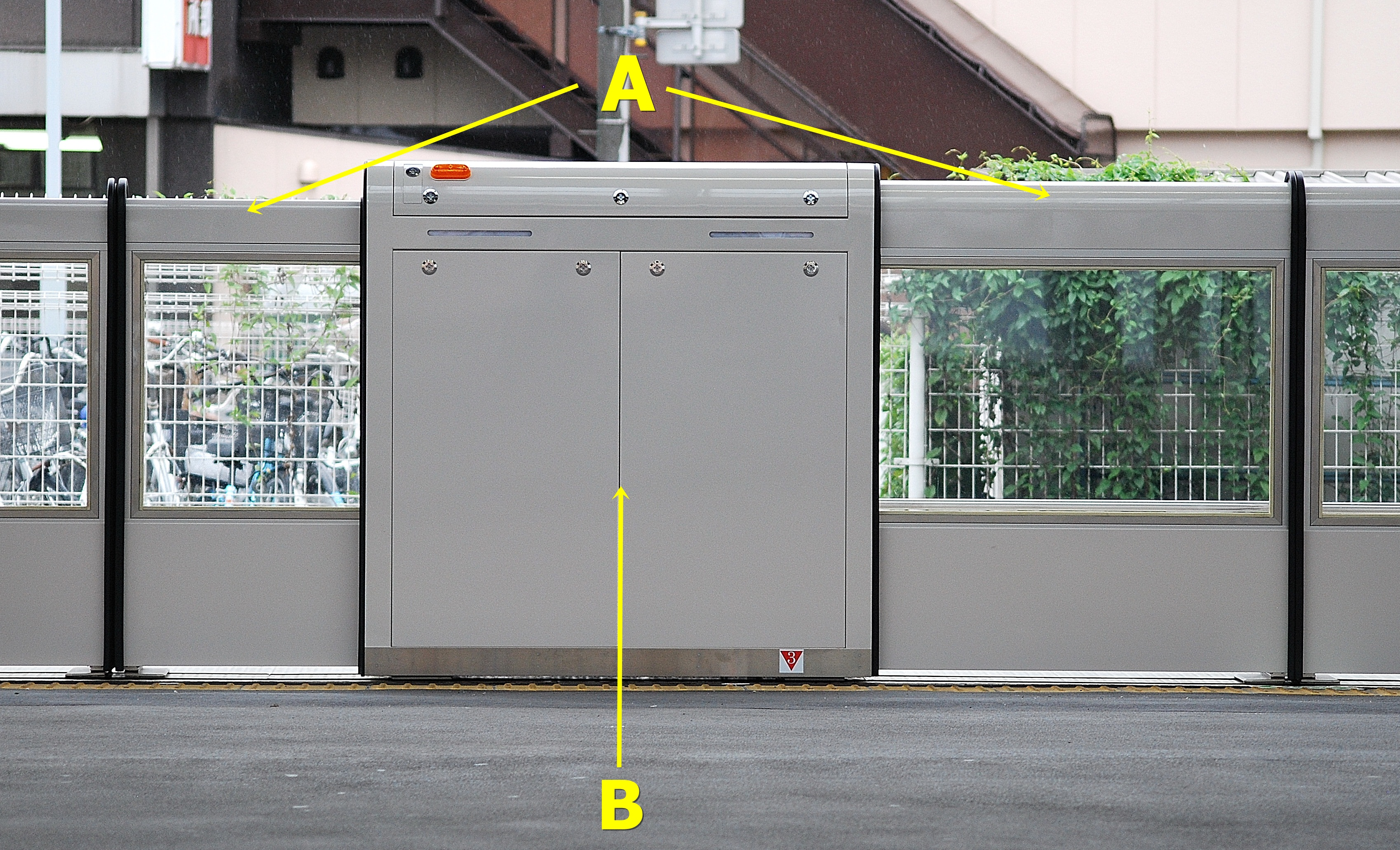
写真両脇のAが両側に収納され出入りする「扉」、中央のBが「戸袋」本体。
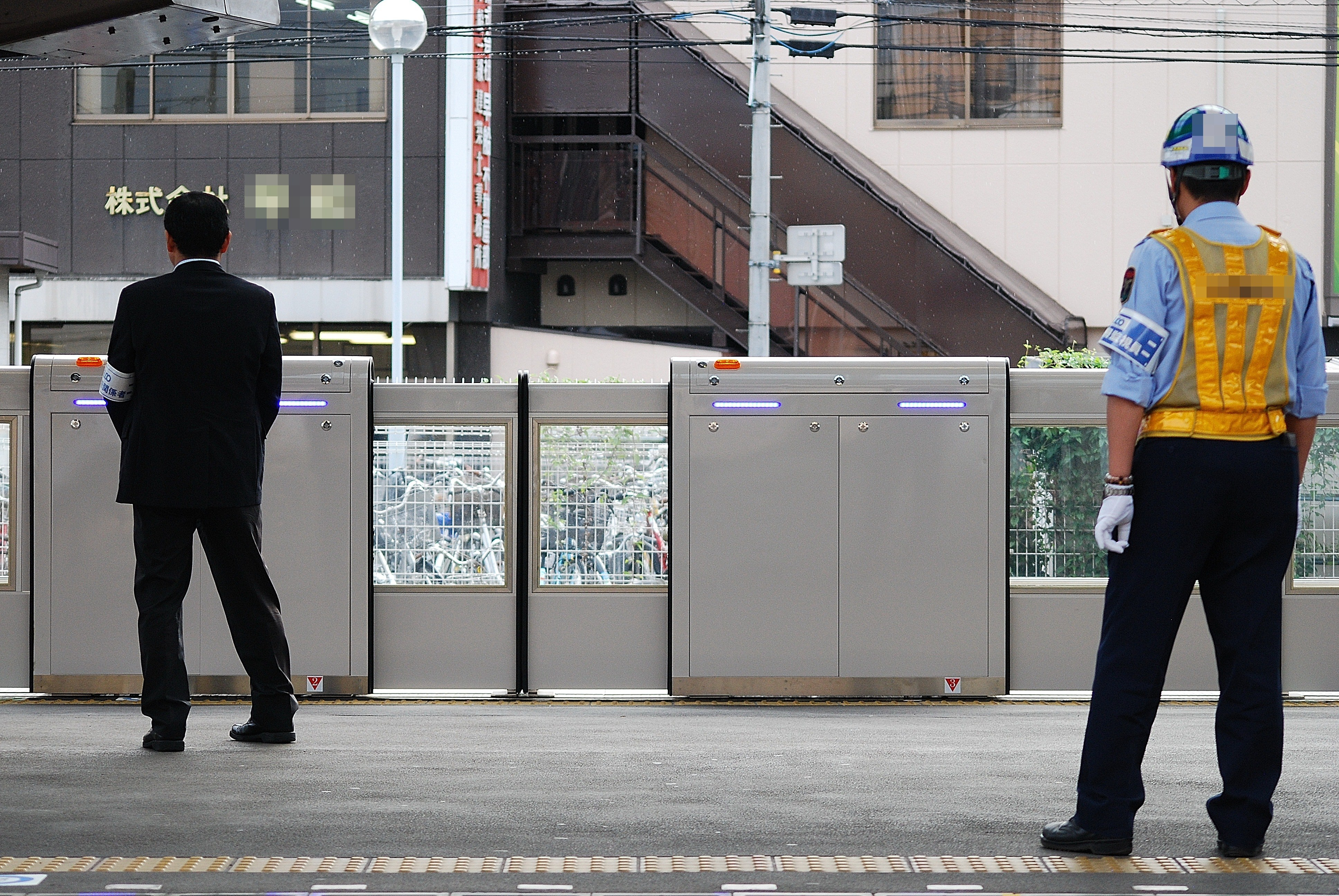
ホームドアの「戸袋」が右に移動して「扉」が出入りする様子。
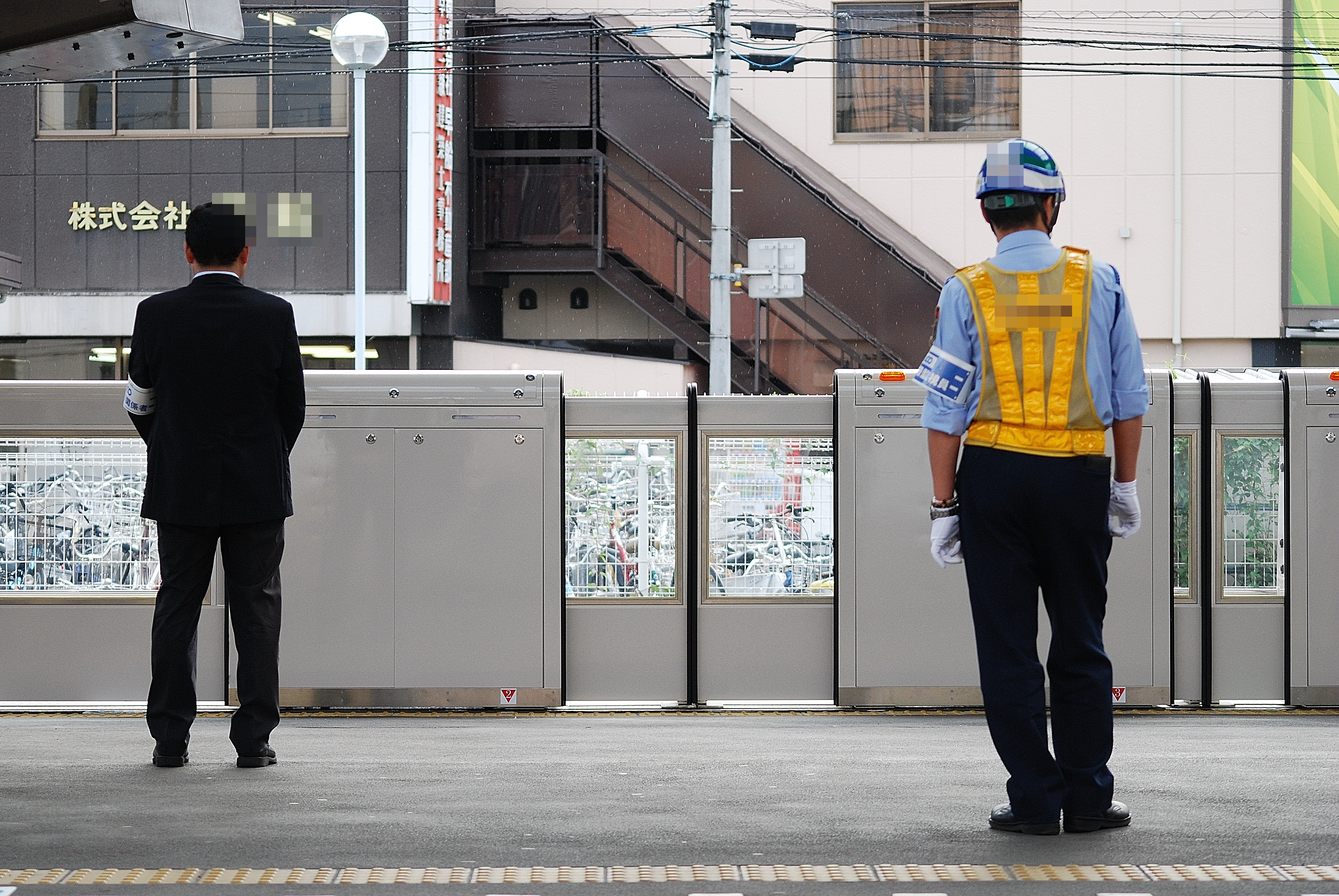
「戸袋」がさらに右に移動する。
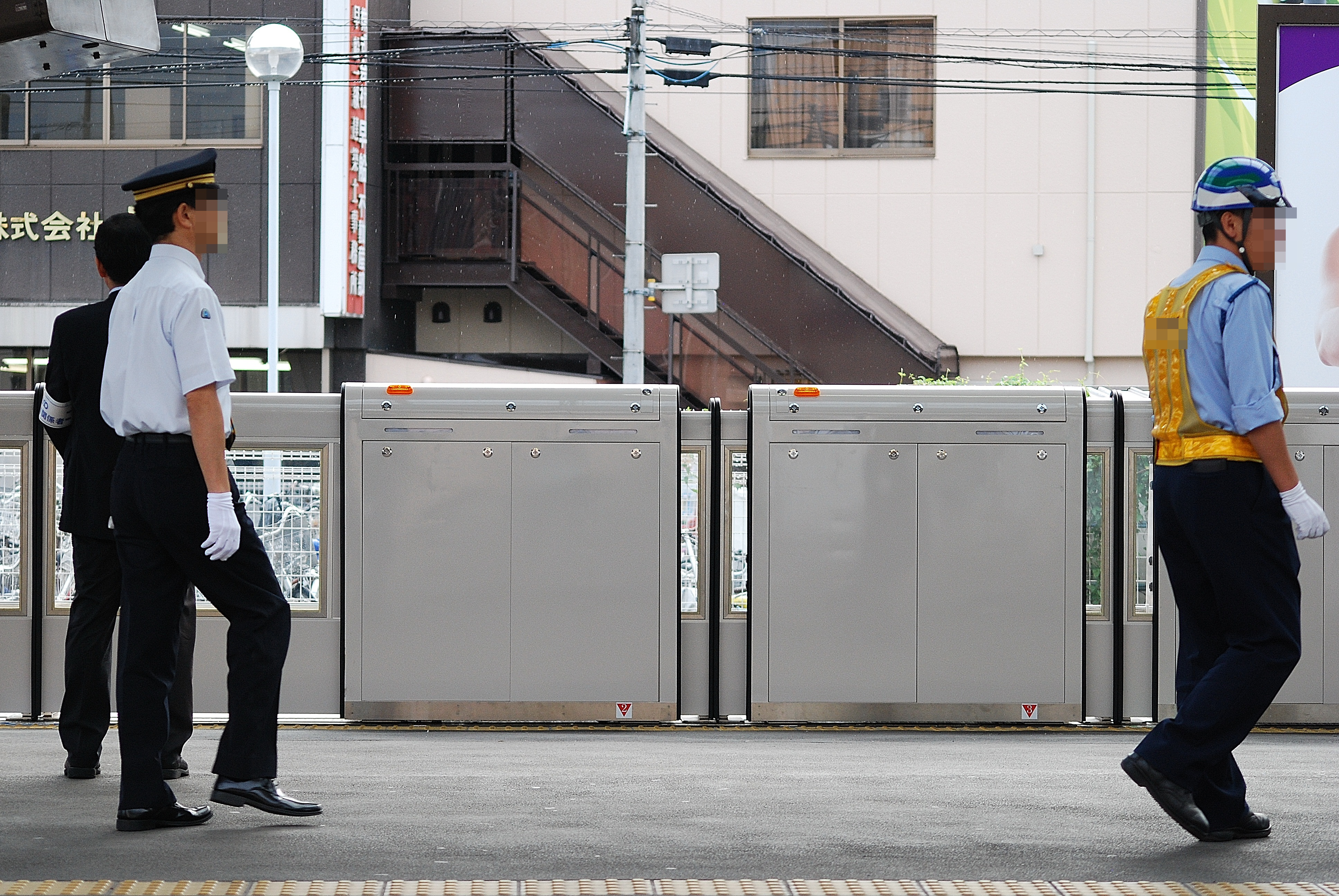
「戸袋」が右に完全に移動して配置が完了した様子。

### 昇降式

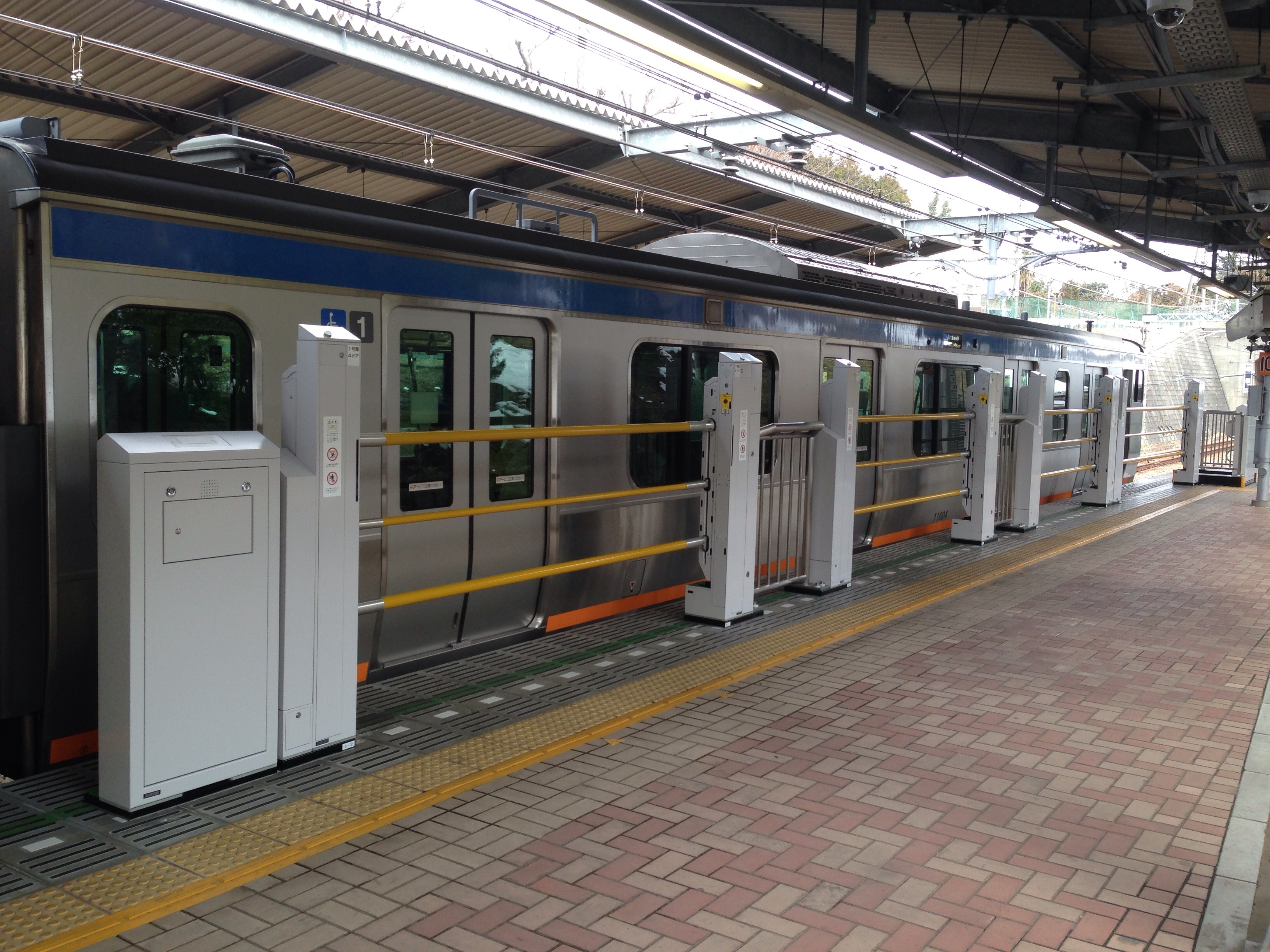
昇降バー式を設置していた相模鉄道 弥生台駅。

昇降スクリーン式
日本信号が開発。ホームに柱を10メートル間隔に設置して、その間に何本かのワイヤロープを1.36メートルの高さまで張り、列車が接近すると柵から離れるようアナウンスが流れ、列車が停車直前になると電子音が鳴り、3.5秒でそれが上昇する。
国土交通省は2013年7月頃から同様のロープ式ホームドアを4ドアと6ドアが混在する東急田園都市線つきみ野駅に設置し、現地試験を実施することを同年3月5日に発表、10月11日から約1年間にわたり試験運用を行った。
昇降バー式
高見沢サイバネティックスが開発。ホームに柱を列車の扉の付近に設置して、その間に3つの遮断棒を30センチメートル間隔で取付け、列車が到着すると間隔を詰めながら遮断棒がせり上がる。
11000系とそれ以外の形式で乗務員室直後の扉の位置が違う相鉄いずみ野線弥生台駅に設置して試験を行い、データを収集した。さらにJR東日本八高線拝島駅、小田急小田原線愛甲石田駅でも実証実験が行われた後、2020年7月9日より箱根登山鉄道（現：小田急箱根）鋼索線早雲山駅にて本格導入された。
昇降ロープ式（支柱伸縮型）
JR西日本、JR西日本テクシア、日本信号との共同開発。JR西日本では、2013年10月24日にワイヤーの両端にあるポスト自体も伸縮する昇降式ホーム柵の試験機を公開し、12月5日からJRゆめ咲線桜島駅で試験運用を開始した（同駅では2014年3月までで試験は終了したため既に撤去済み）。前述の桜島駅での試験運用の結果を踏まえた上で、2014年12月より六甲道駅3番のりばにて試験運用が行われていた。ポストそのものが伸縮するホームドアは世界初となる。JR西日本では六甲道駅の設置を正式に決定するとともに、高槻駅の改良工事にあわせて2016年3月26日に導入されている。この方式のホームドアは2022年5月現在、JR成田線の空港第2ビル駅と成田空港駅、西日本鉄道の西鉄福岡（天神）駅にも設置されている。

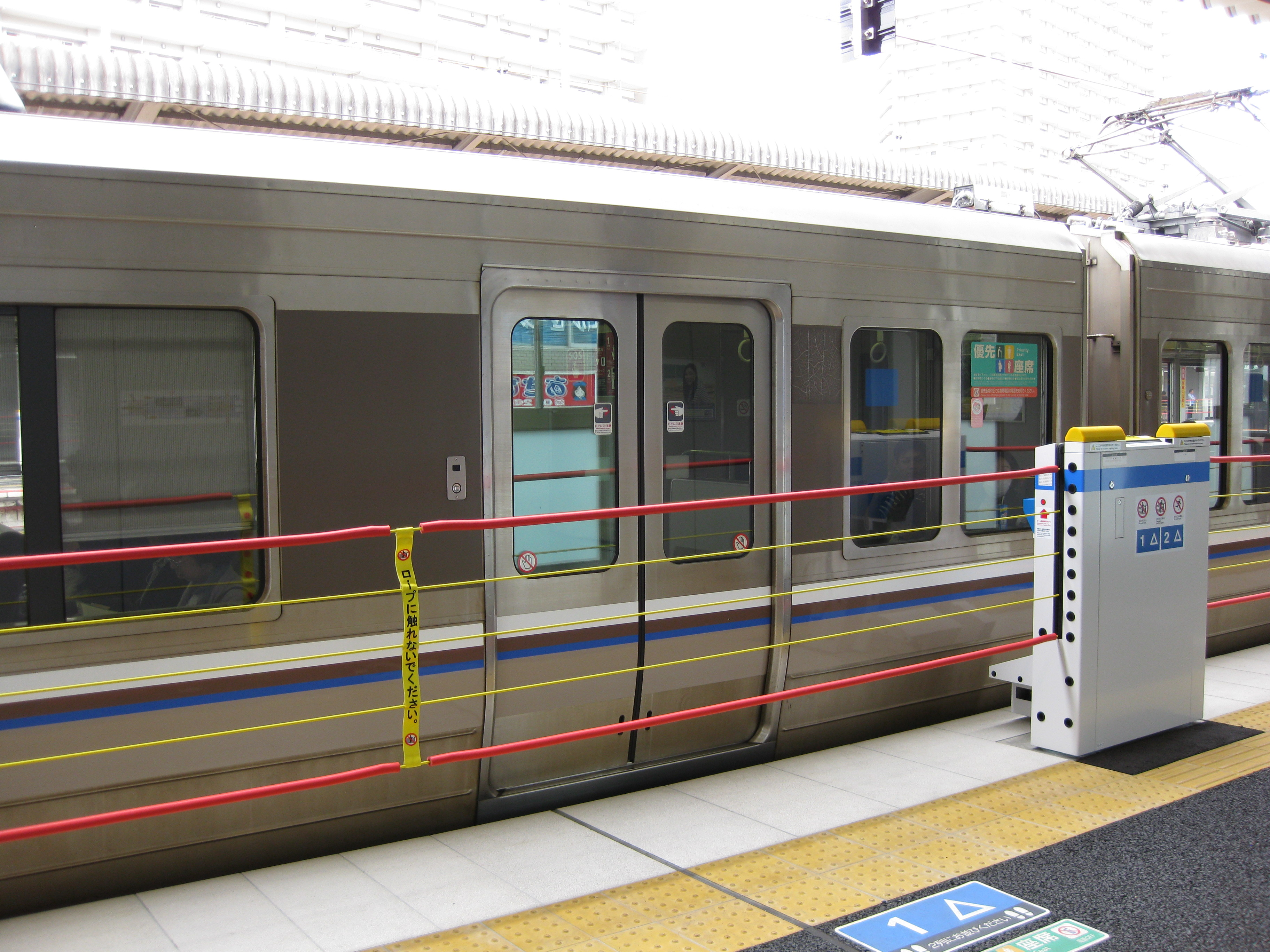
JR西日本方式の昇降式ホーム柵 閉扉時
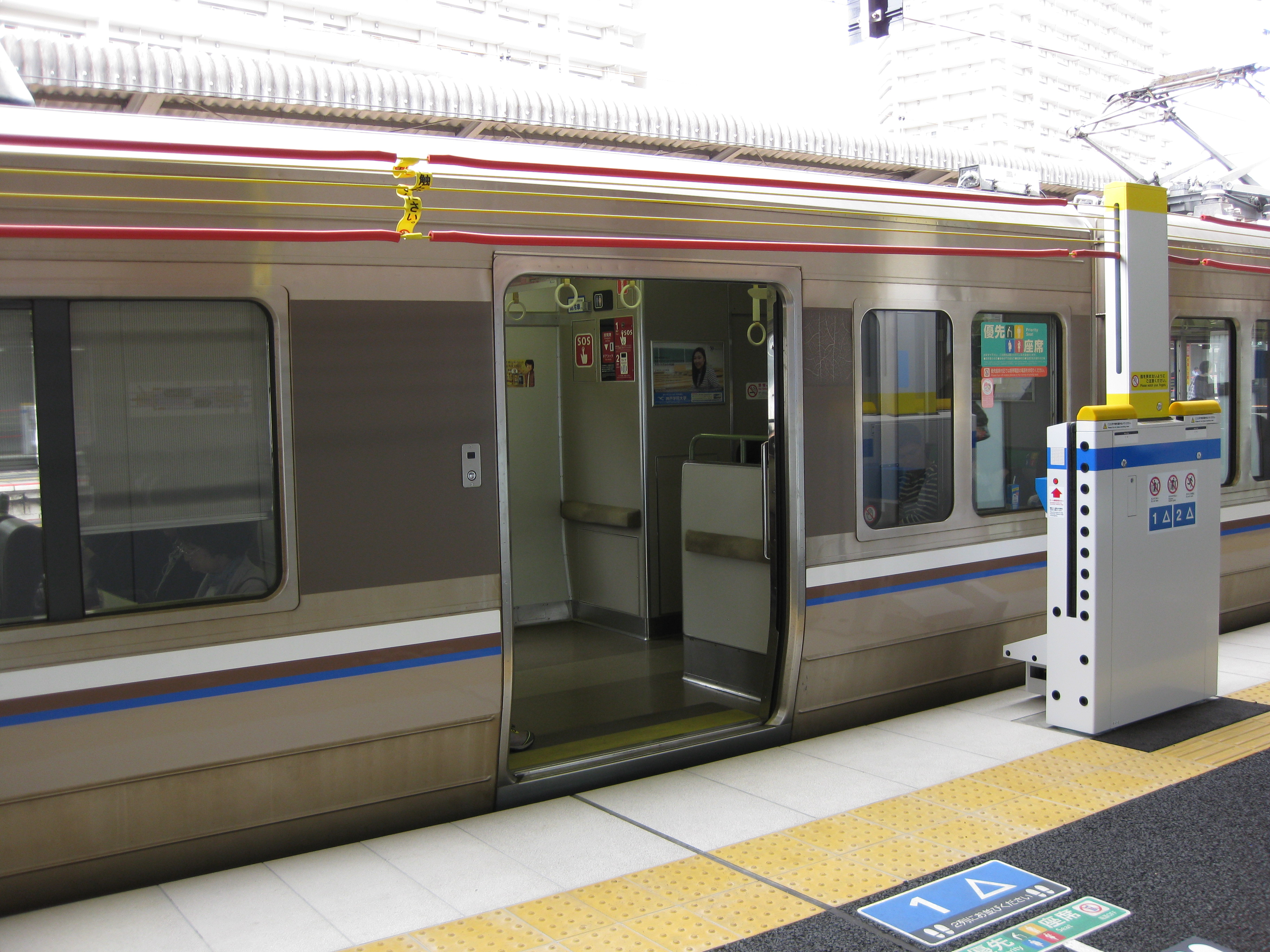
開扉時

昇降ロープ式 (支柱固定型)
日本信号が開発。近鉄大阪阿部野橋駅で2017年中に試験運用され、のちに本採用となった。扉の位置が異なる車両が混在するため、この昇降式を採用した。但し、JR西日本と共同開発した支柱伸縮型とは構造が異なり、ポスト自体は固定されておりロープのみが上下に移動するほか、ロープの本数も異なる。のち、大阪阿部野橋駅同様に扉の位置が異なる車両が同一ホームに発着するためホームドアの設置が難しかった阪神神戸三宮駅2番線ホームにも同様のものが採用された。なお、近鉄では独自の方式である下降式ホーム柵を別途開発している（後述）。

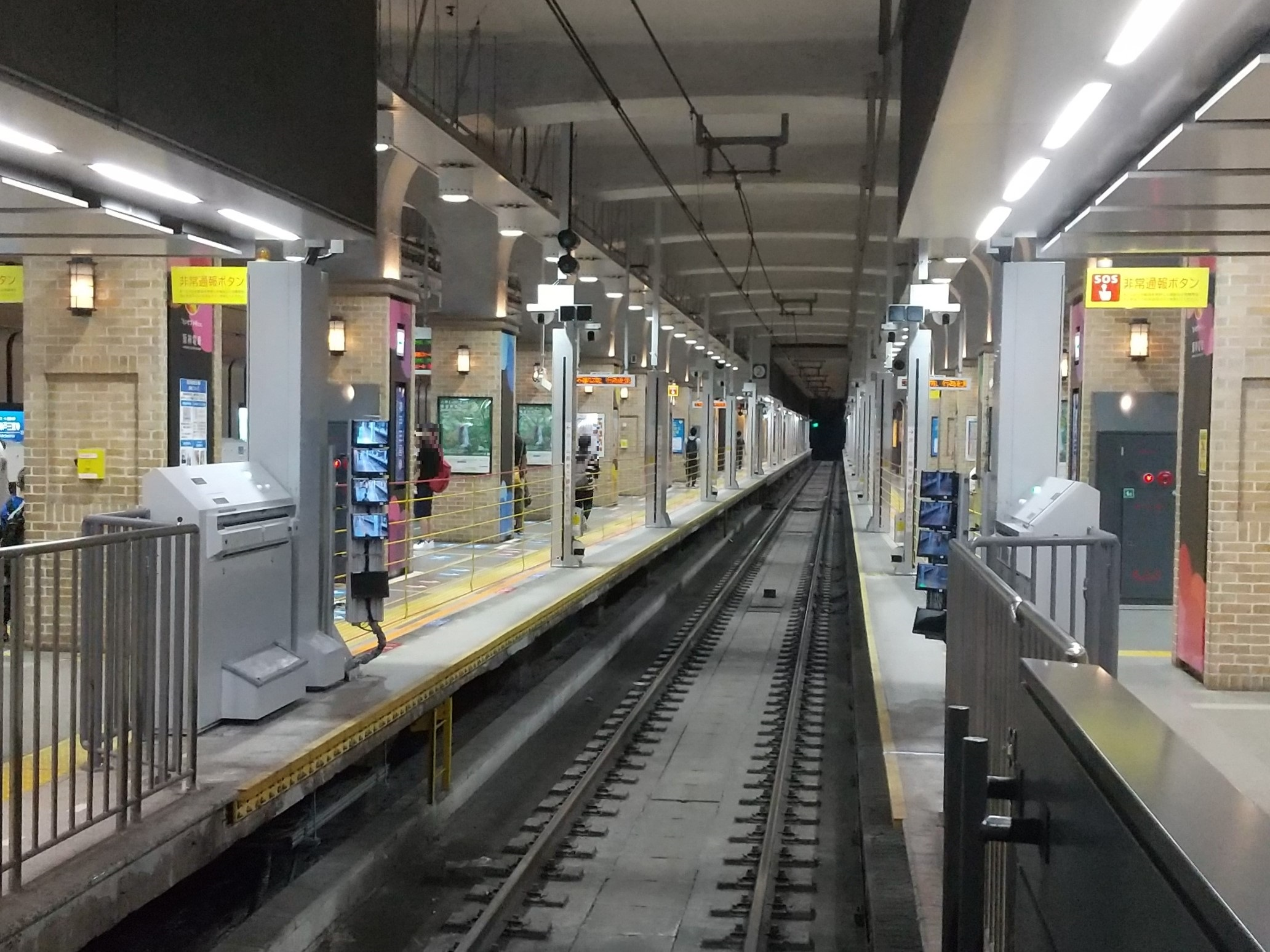
支柱固定型昇降ロープが設置された阪神神戸三宮駅2番線ホーム（左側が乗車専用、右側が降車専用）

### 下降式
2018年に近畿日本鉄道において、下降式のホーム柵を開発中であることが明らかとなった（「近鉄方式」）。この近鉄方式の下降式ホーム柵では、これまでの各方式とは異なり、いわゆる「逆転の発想」として、ホーム柵それ自体を上下に可動させる仕組みであり、またそれにより開口部、すなわちホーム側のドアも設けずに済むことから、扉の位置や車両の長さも一切問わない形態となるばかりか、多種多彩な停止位置を変えたり統一したりする必要も一切ない。近鉄では、列車進入と同時にホーム柵が下降を開始し、停車までに収納を完了させてドアを開け、停車中はホーム柵をホーム下部に収納し、車両側のドアが閉まった直後、加速を開始するとほぼ同時にホーム柵が上昇する方式となる計画である。

## 事故・トラブル
2005年の開業時よりホームドアを設置している首都圏新都市鉄道つくばエクスプレスでは、乗客の所持品や体の一部をドアに挟んだまま走行するという事故が、2016年度だけで22件発生した。これは、同路線におけるホームドアのセンサーの検知範囲が狭いという特性が原因とされるが、検知範囲を広げた「三次元センサー」への交換は10億円以上の費用が見込まれるため、解決のめどは立っていない。
ソウルでは、設置後にホームドアの作業員や乗客が巻き込まれる事故が発生している。
2019年8月3日には、愛知高速交通東部丘陵線（リニモ）藤が丘駅で、幼児が車両とホームドア間の約35センチメートルの隙間に取り残され、そのまま列車が発車したことで、幼児が軌道に転落する事故が発生した。対策として同年8月10日から9月30日まで運転本数を減らした上で全列車に係員を添乗させた後、監視カメラ増設などによる安全対策を行って解除した。
2021年10月に発生した京王線刺傷事件では、列車が国領駅に緊急停車した際、列車ドアとホームドアとの位置がずれていたことや列車ドアやホームドアを開けることで乗客がホームに転落する恐れがあると車掌が判断したことから、両方のドアが開かず緊急開扉ボタンも使用できなかったため乗客はやむを得ず列車の窓から脱出する事態となった。これを受けて国土交通省は緊急停車時にホームドアと列車ドアの位置がずれても両方のドアを開けることを鉄道各社に指示した。

## ホームドア広告
列車を待つ乗客が見る壁面に「ホームドア広告」を掲出し、コストを賄う試みも行われている。
韓国では広告によって非常用脱出口が塞がれる安全問題が提議され、首都ソウル市内の地下鉄からは撤去することになった。